# Бинтування ніг
Бинтування ніг (кит. трад. 纏足, спр. 缠足, піньїнь: chánzú, буквально «зв'язана ступня»)  — звичай, який практикувався в Китаї (особливо серед аристократії) з початку X до початку XX століття. Дівчаткам ламали кістки ступні, після чого смужкою тканини прибинтовували до нижньої поверхні ступні всі пальці ноги, крім великого, та змушували ходити у взутті маленького розміру, від чого стопи значно деформувалися, іноді позбавляючи можливості ходити в майбутньому.
Такі ноги традиційно називалися «золотими лотосами». Від розміру ступні залежав престиж нареченої — чим менша стопа, тим вищий престиж. До того ж вважалося, що дамі, яка належить до високого суспільства, не слід ходити самостійно. Це безсилля, нездатність до пересування без сторонньої допомоги складали, за літературними свідченнями, одну з привабливих рис жінки-аристократки: здорові та недеформовані ноги асоціювалися із селянською працею та «простацьким походженням».
За володарювання монгольської династії Юань та маньчжурської династії Цін у Китаї маленькі ноги також ставали символом національної ідентичності та «цивілізованості», оскільки у монголів та маньчжурів жінкам ступнів не бинтували.
На початку XX століття Кан Ювей, Су Маньшу та інші громадські діячі, а також християнські місіонери піддавали практику бинтування ніг жорсткій критиці. Після Сіньхайської революції (1911) і становлення республіки цей специфічний звичай поступово сходить нанівець. На початку XXI століття залишилася лише невелика кількість дуже літніх жінок з деформованими ногами.

## Походження та історія практики

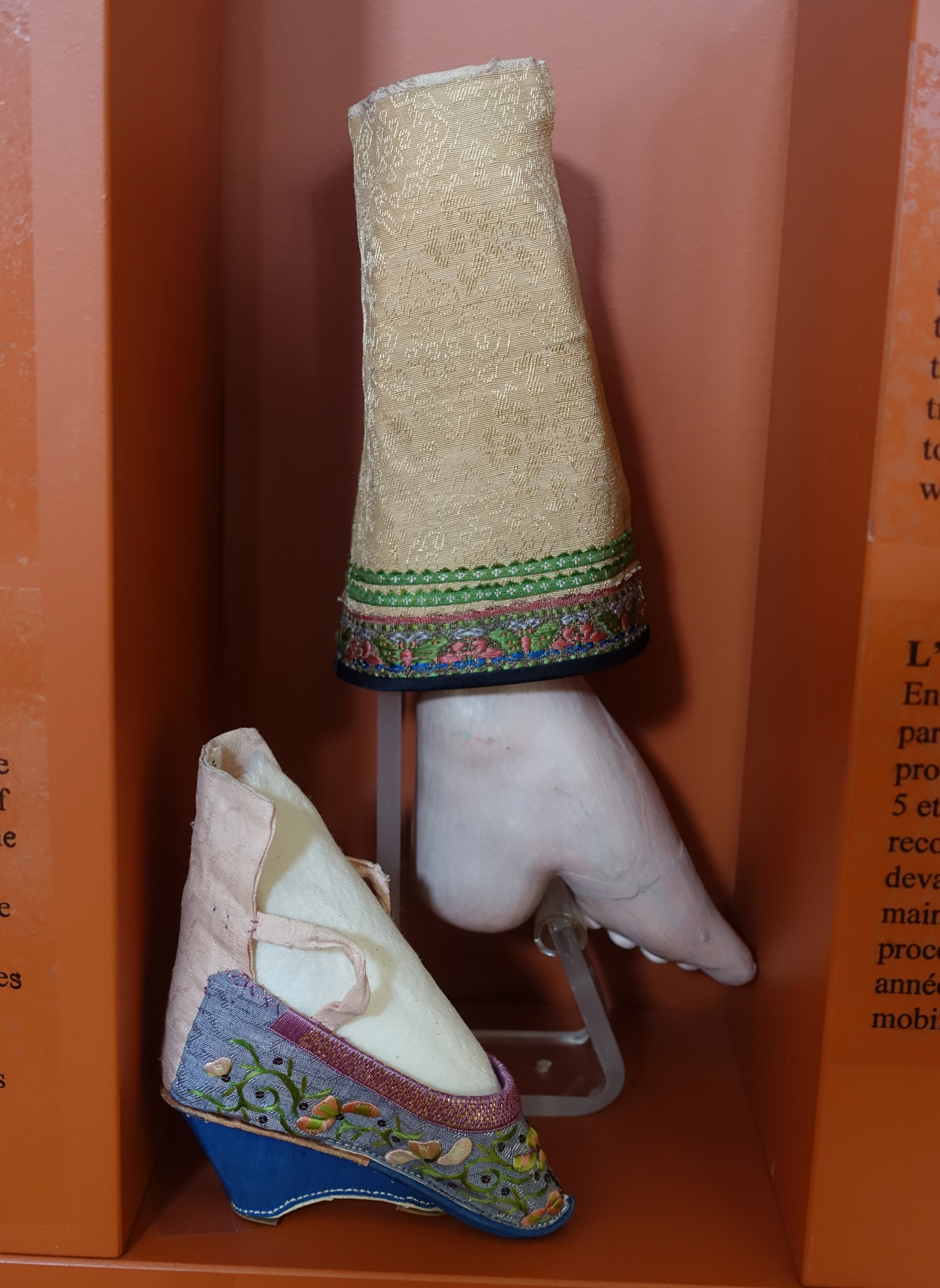
Туфля в кантонському стилі з шовку і бавовни. Китай, межа XIX—XX століть. Музей Редпат (Канада)

Є кілька легенд про походження практики бинтування стоп. За однією з версій, наложниця імператора з династії Шан страждала на клишоногість, через це саме вона начебто попросила імператора зробити загальнообов'язковим бинтування ніг для всіх жінок; таким чином її власні ноги стали взірцем краси та елегантності. Інша легенда розповідає, що улюблена наложниця імператора Сяо Баоцзюань, Пань Юйну, у якої були витончені ніжки, танцювала босоніж на золотому помості, прикрашеному перлами та зображеннями квіток лотосу. Захоплений імператор вигукнув: «Від кожного дотику її ніжки розквітають лотоси!». Можливо, саме тоді виник вираз «нога-лотос» або «золотий лотос»; проте, у легенді не згадується про те, що стопи дівчини були забинтовані. Однак у більшості випадків виникнення звичаю бинтувати ноги пов'язується з історією про те, як імператор Лі Юй (937—978) попросив одну зі своїх наложниць, Яо Нян, забинтувати ступні смужками білого шовку таким чином, щоб вони нагадували півмісяць; після чого дівчина танцювала «танець лотоса» на кінчиках пальців. Танець Яо Нян був настільки витонченим, що інші намагалися наслідувати її. Жінкам з вищого суспільства почали бинтувати ноги, після чого ця практика набула загального поширення.

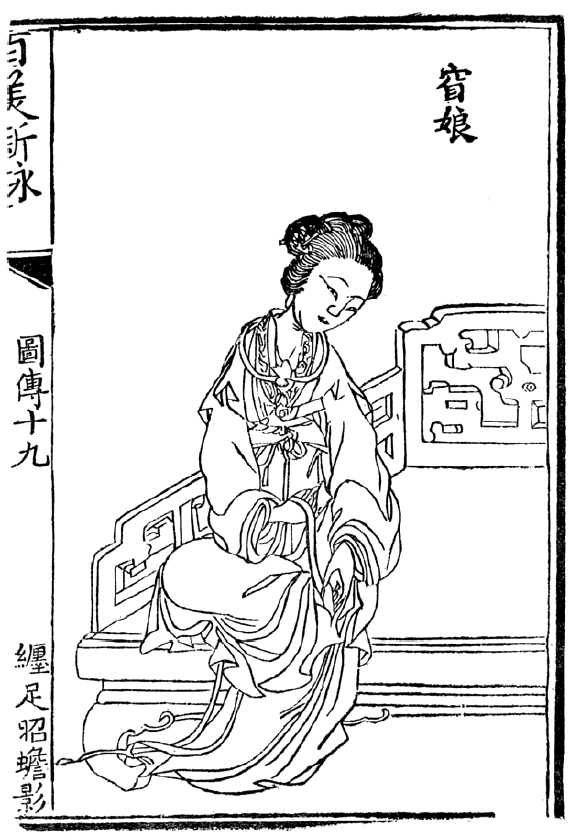
Ілюстрація XVIII століття, на якій Яо Нян бинтує собі ноги

Деякі дослідники мають сумніви щодо достовірності цієї легенди. Наприклад, історик Лінь Вейхун вважає, що звичай бинтування ніг з'явився в Китаї пізніше, не раніше епохи Сун (960—1279). У будь-якому випадку, відомо, що звичай бинтувати стопи став популярним у період династії Сун. До кінця цієї епохи з'явилася чоловіча традиція пити з туфельки, у підборах якої був невеличкий келих. З початку періоду династії Юань деякі чоловіки пили прямо з туфельки; це мало назву «осушити золотий лотос» або «тост за золотий лотос». Традиція збереглася до часів династії Цін.
Найдавніші згадки про бинтування ніг датуються приблизно 1100 роком, коли кілька віршів натякали на цю практику. Невдовзі після 1148 року, у найдавнішому дискурсі про практику бинтування ніг, учений Чжан Банджі писав, що забинтована нога повинна була мати форму арки та бути маленькою. Він зауважив, що «жіноче бинтування ніг почалося нещодавно; воно не згадувалося в жодній книжці попередніх епох». У XIII столітті вчений Че Руошуй написав перший відомий критичний огляд практики: «Маленьких дівчаток, яким ще не виповнилося 4-5 років, які не зробили нічого поганого, все ж змушують терпіти нестерпний біль, щоб зробити [їхні ноги] маленькими. Я не знаю, яка від цього користь».
Найдавнішими археологічними доказами бандажування ніг є гробниці Хуан Шен, яка померла у 1243 році у віці 17 років, та мадам Чжоу, яка померла у 1274 році. Ноги обох жінок були зав'язані марлевими смужками довжиною 1,8 м. Огляд скелета Чжоу, який добре зберігся, показав, що її ноги поміщалися у вузьких гострих капцях, похованих разом з нею. Вигляд забинтованих ніг часів династії Сун, де великий палець був зігнутий догори, візуально відрізняється від стилю пізніших епох, а надмірно малий розмір стопи — ідеал, відомий як «тридюймовий золотий лотос» — міг стати популярним лише в XVI столітті.
В період монгольського завоювання покалічені ноги китаянок дозволяли легко відрізнити їх від монголок та інших «варварів», завдяки чому вони стали символом національної ідентичності.
Першим європейцем, який згадав бинтування ніг, був італійський місіонер Одорік Порденоне в XIV столітті, в епоху династії Юань. Однак жоден інший іноземний відвідувач Китаю тих часів, наприклад Ібн Баттута (1304—1377) та Марко Поло (1254—1324) (які, однак, відзначили витончену ходу китаянок, які йшли дуже маленькими кроками), не згадував про цю практику, що, можливо, вказує на її невелику поширеність чи екстремальність на той час.
Після того як маньчжурська династія захопила Китай у 1636 році, імператор Хуан Тайцзі видав указ про заборону бинтування ніг (1636). В 1664 році інший володар, Кансі, залишив цей указ в силі щодо дівчат маньчжурського походження, але скасовав його щодо китаянок. У результаті в Китаї з'явилося прислів'я: «Мода сильніша за імператора». Форма стопи стала важливою ознакою, що відрізняла маньчжурських жінок від жінок народу хань. Однак китайські естетичні уявлення сильно впливали на маньчжурок, які прагнули наслідувати особливу ходу китаянок; з цією метою вони придумали свою власну форму взуття, яке дозволяло жінці погойдуватися під час ходьби. Ці туфельки, що мали назву «чашечка квітки», мали високу платформу та робилися зазвичай з дерева, іноді вони мали невелике піднесення у середині підошви. Платформа туфельки була клиноподібної форми та звужувалися донизу, тому виступаюча з-під спідниці ступня жінки здавалася меншою, ніж вона була насправді.
В армії повстанців-тайпінів (1850—1864), більшість лідерів якого були представниками народу хакка, жінки були зрівняні в правах з чоловіками, при цьому тайпіни заборонили на контрольованих ними територіях звичай бинтування ніг дівчаткам.
Від початку XX століття уряд з практичних міркувань намагався заборонити бинтувати ноги. Імператриця Цисі видала подібний указ для поліпшення відносин з іноземцями, проте незабаром він був скасований. У 1902 році бинтування ніг було заборонено указом імператора династії Цін. У 1912 році після падіння династії Цін новий уряд Китайської Республіки заборонив бинтування ніг, однак, як і в попередніх випадках, це починання не увінчалося успіхом, до того ж заборона активно не впроваджувалася. Водночас провідні інтелектуали Руху четвертого травня вбачали у перев'язаних ногах головний символ відсталості Китаю. Лідери провінцій, такі як Янь Сішань у Шаньсі, брали участь у постійній кампанії проти бинтування ніг із інспекторами та штрафами тим, хто продовжував практику, тоді як регіональні уряди пізнішого Нанкінського режиму просто дотримувалися заборони без значного регулювання. Загалом кампанія проти перев'язування ніг була успішною в деяких місцях залежно від регіону.
Коли в 1949 році до влади прийшли комуністи на чолі з Мао Цзедуном, їм вдалося домогтися повної заборони бинтування ніг, у тому числі у віддалених сільських районах, мешканці яких не підкорялися відповідному указу попереднього уряду. Останній випадок перев'язування був зареєстрований у 1957 році. До XXI століття лише кілька літніх китайських жінок мали забинтовані ноги. Заборона цієї практики існує й донині. Крім законодавчої заборони змінився менталітет жителів Китаю. Зокрема, особливу увагу стали приділяти розвитку спорту, зокрема жіночого. Перемоги китайських спортсменок в Олімпійських іграх є предметом гордості співвітчизників. З цієї причини поняття про жіночність та жіночу привабливість стало несумісним з деформацією ніг. Однак взуття для деформованих ніг продовжувало вироблятися, оскільки все ще були живі жінки, чиї ноги були забинтовані в дитинстві. Остання пара туфельок для «золотих лотосів» була пошита в 1999 році. Після цього відбулася урочиста церемонія закриття взуттєвої фабрики, а товар, що залишився на складі, був подарований етнографічному музею.
У XIX та на початку XX століття виступали танцюристки з бинтованими ногами, а також циркачі. Жінки з перев'язаними ногами в одному селі провінції Юньнань створили регіональну танцювальну трупу, виступаючи для туристів наприкінці XX століття, хоча вік змусив групу піти на пенсію. В інших регіонах жінки у віці 70—80 років допомагали працювати на рисових полях навіть на початку XXI століття, хоча й мали значні обмеження руху.

## Причини
Жінка із забинтованими ногами мала обмежену можливість пересуватися самостійно, вона була змушена сидіти вдома та не могла піти кудись без супроводу слуг. Вважалося, що маленька стопа не дозволяє жінкам брати участь у політиці та громадському житті. Жінка була залежна від своєї родини та, в першу чергу, від чоловіків своєї родини. З цієї причини забинтовані ноги стали символом гендерної нерівності: жіночого підпорядкування і цнотливості та чоловічої влади. Крім того, жінка, яка нездатна самостійно пересуватися, була свідченням багатства та привілейованого становища її чоловіка, як свідчення, що він міг утримувати непрацюючу дружину. Крім цього поширювалася думка, що деформування ніг поліпшує репродуктивне здоров'я жінки та робить її здатною народжувати більше дітей. Забинтовані стопи стали ознакою краси та необхідною умовою для пошуку чоловіка та вдалого одруження, у тому числі з вищим соціальним статусом та фінансовим становищем (гіпергамія), особливо для бідніших жінок з таких провінцій як Сичуань. Наприкінці XIX століття в провінції Гуандун у бідних сім'ях стало звичаєм бинтувати ноги старшій з доньок, яку готували до престижного заміжжя, аби покращити матеріальне становище родини (долею молодших сестер була домашня праця та шлюб із селянинами; вони також могли стати наложницями багатших чоловіків). Родини та чоловіки дуже пишалися крихітними ніжками своїх дружин.
За свідченням місіонера Джастуса Дулітла, багато бідних родин готові були піти на будь-які обмеження задля того, щоб їхні доньки мали необхідні для вдалого заміжжя крихітні ніжки.
Вважається, що практика бинтування ніг значним чином пов'язана з панівною в середньовічному Китаї патріархальною філософією конфуціанства. Конфуцій дотримувався давньої концепції «інь і ян», згідно з якою жінка повинна нести в собі початок «інь», тобто слабкість та пасивність. Деформація стопи нібито прищеплювала ці якості жінці. Окрім того, конфуціанство насаджувало сувору соціальну ієрархію, в якій жінки перебували в підпорядкованому становищі стосовно чоловіків. Складність самостійного пересування для жінок обмежувала їхні можливості та тим самим гарантувала непорушність цієї ієрархії.
Одним із захисників традиції бинтування ніг дівчаткам був конфуціанський філософ Чжу Сі (1130—1200), який наполягав на тому, що цей звичай слід поширювати за межі Китаю, оскільки він підкреслює «правильні стосунки між чоловіком та жінкою».

## Поширеність
Незважаючи на сильний вплив китайської культури на сусідні держави (Японія, В'єтнам, Корея), практика бинтування ніг жінкам не прижилася у жодній з цих країн.
Деякі етнічні групи, які не належали до народу хань (основна етнічна група Китаю), практикували нетуге бинтування ніг, при якому кістки не ламалися, а стопа не згиналася, а лише звужувалася. Серед народу хакка бинтування ніг взагалі не практикувалося.
Відзначалося, що практика бинтування стоп існувала до 1948 року серед дунганів — мусульман, що прибули до Китаю з Центральної Азії, та була дуже поширеною в етнічній групі хуей провінції Ганьсу. В Південному Китаї в місті Гуанчжоу вчений Джеймс Легг виявив в одній з мечетей плакат, що засуджував звичай бинтування ніг та твердив, що іслам не може дозволяти робити щось, що руйнує створіння Боже.
Бинтування ніг ставало все більш поширеним серед шляхетських (аристократичних) сімей, згодом поширившись на інше населення, оскільки простий люд та театральні актори перейняли його. До періоду Мін ця практика вже не була прерогативою дворянства, а натомість стала вважатися символом статусу. Бинтування також заохочували монгольські правителі щодо своїх китайських підданих.
До XIX століття було підраховано, що 40–50% китайських жінок мали перев'язані ноги. Серед китаянок вищого класу ця цифра сягала майже 100%.
У бідних сім'ях бинтування ніг не завжди було тугим, і починалося воно пізніше. В тих районах Китаю, де вирощувався рис, жінки брали участь у роботі на полях, тож там ця традиція не мала такого поширення, як в інших регіонах Китаю. Деякі жінки з перебинтованими ногами могли ходити, хоча для них це було набагато важче, ніж для тих, чиї ноги не були деформовані. У XIX столітті та на початку XX століття серед чоловіків користувалися популярністю виступи танцівниць із перебинтованими ногами, а в цирках актриси з цією особливістю могли стояти на спинах коней, що скачуть.
В одній провінції опитування 1929 року показало, що лише 2,3% дівчат, народжених до 1910 року, мали здорові, незабинтовані ноги; ті ж, хто народився після 1910 року, вже у 95% випадках не бинтували ноги. У регіоні на південь від Пекіна, Дінгсянь, де понад 99% жінок колись мали перев'язані ноги, нових випадків бинтування серед тих, хто народився після 1919 року, не було виявлено. На Тайвані ця практика також не заохочувалась японською владою з початку японського правління, а з 1911 до 1915 року її поступово прирівняли до незаконної: 
|  | Крім покращень у цивільному будівництві, прогресу було досягнуто й у соціальній сфері. Традиційна китайська практика бинтування ніг була поширена в перші роки існування Тайваню. Традиційне китайське суспільство вважало жінок із меншими ногами красивішими. Жінки бинтували ноги довгими пов'язками, щоб уповільнити ріст; покоївки ділилися на тих, хто зі зв'язаними ногами, та тих хто без. Перші обслуговували дочок удома, а другим доручали важчу роботу. Пізніше цю практику було розцінено як варварство. У перші роки японського колоніального періоду було створено Товариство звільнення ніг, щоб просувати ідею природних ніг, але його вплив був обмеженим. Той факт, що в результаті землетрусу в Мейшані в 1906 році жінки зазнали більших втрат: 551 чоловік і 700 жінок загинули, а 1099 чоловіків і 1334 жінки отримали поранення, що сильно відрізняється від ситуації з японцями, викликав занепокоєння громадськості. Проблема була знайдена у бинтування ніг, і це дало поштовх до викорінення цієї практики. |

У 1928 році перепис населення в сільській місцевості Шаньсі показав, що 18 % жінок мали зв'язані ноги, тоді як у деяких віддалених сільських районах, таких як провінція Юньнань, бинтування продовжували активно практикувати до 1950-х років.

## Процес

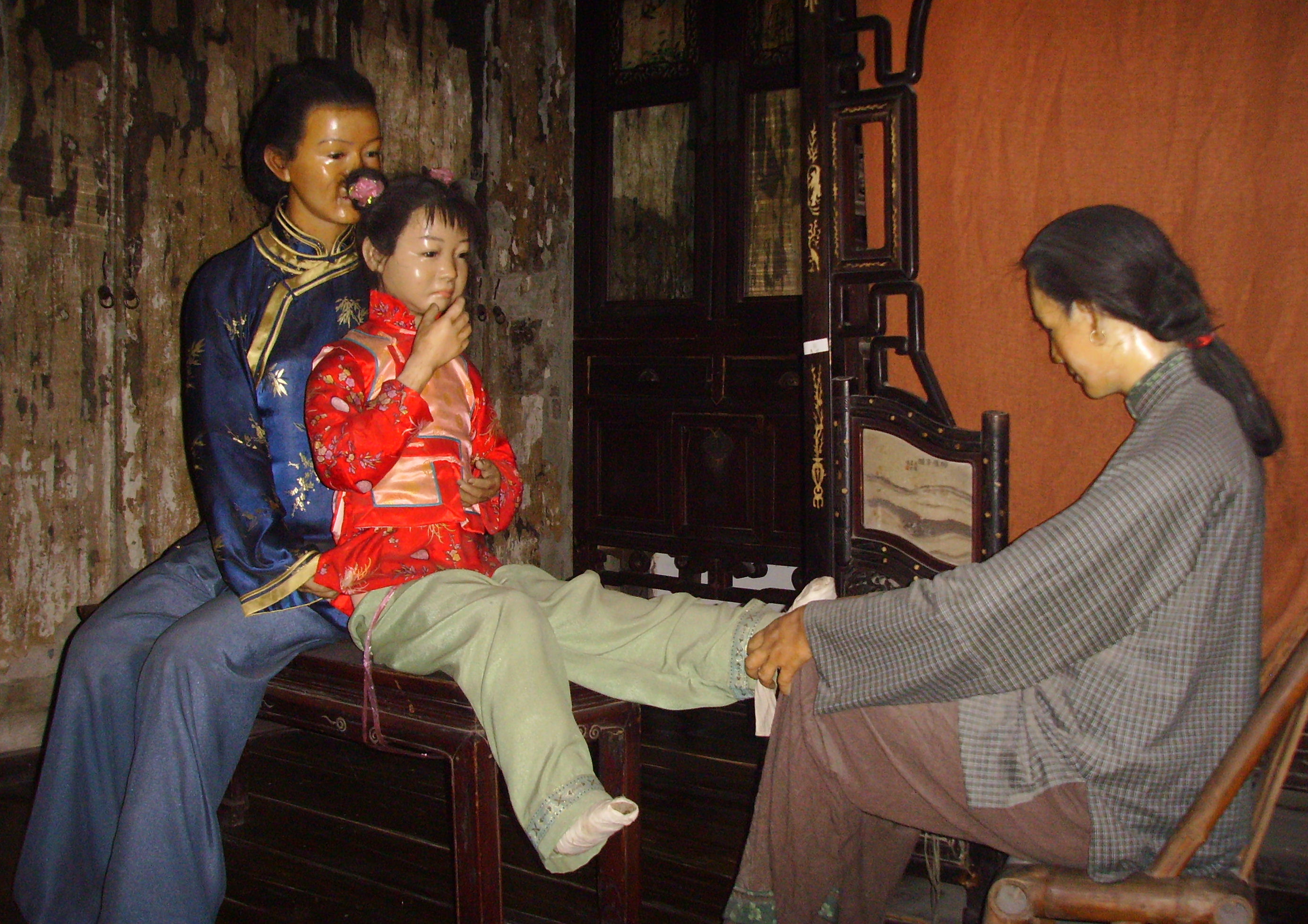
Процес бинтування ноги

Бинтування ніг починалося в дитячому віці в маленьких дівчаток ще до того, як стопа була повністю сформована. Найчастіше бинтувати ноги батьки розпочинали восени або взимку, оскільки холод зменшував чутливість до болю і допомагав дівчаткам терпіти, а також знижував ризик інфікування. В багатих родинах у день першого бинтування дівчинці надавалася особиста прислуга, задля того, щоб доглядати за її стопами та носити її на руках у дні, коли біль ставав зовсім нестерпним.
Для формування «лотосу» потрібно було приблизно три роки. Процес деформації складався з чотирьох етапів.
Перший етап мав назву «спроба бинтування». Насамперед ноги дівчинки обмивали теплою сумішшю з трав'яних відварів та крові тварин, щоб зробити стопу більш гнучкою. Бавовняні бинти завдовжки 3 метри та шириною 5 сантиметрів також вимочувалися в трав'яних відварах та крові тварин. Нігті на ногах підрізалися якомога коротше для профілактики вростання нігтя та, як наслідок, інфікування. Після цього батьки чи слуги згинали стопу дитини з такою силою, що пальці вдавлювалися в підошву ноги та ламалися. Пов'язку накладали у формі «вісімки», починаючи зі склепіння стопи, потім – навколо пальців, та нарешті – навколо п'яти. Після кожного оберту бинта пов'язка туго затягувалася. Кінці пов'язки зшивали для того, щоб вона не ослабла, а потім на ногу дівчинки одягали спеціальні шкарпетки та туфельки з гострими носами. Після цієї процедури дівчинці з переламаними пальцями не давали знімати бинти та змушували ходити на травмованій стопі задля того, щоб під вагою тіла вона набула бажаної форми. Крім того, ходьба була необхідна для відновлення кровообігу в туго забинтованих ногах. Щодня дівчинка мала проходити щонайменше 5 кілометрів (проте дівчаткам з особливо маленькими ногами ходити було неможливо і до кінця життя їх носили слуги).
Другий етап (тривалістю понад півроку) мав назву «спроба затягування». На цьому етапі бинти затягувалися все тугіше, що багаторазово посилювало біль. Зламані пальці дитини вимагали постійного догляду, тому пов'язки періодично знімалися, стопи омивалися для того, щоб видалити тканини, уражені некрозом. Нігті акуратно підстригалися. Дівчинці масажували стопи, щоб вони легше згиналися, іноді били їх, щоб суглоби та зламані кістки стали гнучкішими.
Після обмивання ногу обробляли галунами та пахощами з різними ароматами. Відразу після цієї процедури пов'язка накладалася знову, причому бинт затягувався ще тугіше. Цей процес повторювався якнайчастіше (у заможних сім'ях — щонайменше щодня, а в бідних селянських родинах — двічі чи тричі на тиждень). Цим зазвичай займалися дорослі жінки із сім'ї дівчинки чи професійні бинтувальники ніг. Вважалося, що матерям не слід проводити цю процедуру, оскільки мати відчуватиме жаль до доньки. Одне з китайських прислів'їв казало: «Мати не може любити одночасно свою дочку та її ногу».
Третій етап мав назву «період тугого бинтування». На цьому етапі носок ноги поступово притягувався до п'яти, кістки при цьому згиналися та іноді ламалися знову.
Четвертий етап називався «бинтування дуги»: його метою було сформувати підйом стопи настільки високим, що під аркою стопи могло поміститися куряче яйце. В результаті форма стопи починала нагадувати натягнутий лук — це вважалося дуже красивим та сексуальним.
Через 4-5 років після початку бинтування стопи біль ставав слабшим. Однак страждання, які завдавала деформація ноги, були такими сильними, що в Китаї з'явилося прислів'я: «Пара бинтованих ніг коштує ванну сліз».
У дорослішому віці жінки мали продовжувати самі бинтувати собі ноги. Це доводилося робити протягом всього життя.
У Китаї існували спеціальні стільці для бинтування ніг. Кожен стілець був оснащений висувною скринькою, в якій зберігалися бинти, ножиці для підрізання нігтів та інше приладдя. У спинці стільця знаходилося пристосування для розгладжування зім'ятих бинтів.
Ідеальна нога не мала перевищувати 7 сантиметрів завдовжки; такі стопи називалися «золоті лотоси». Ступня завдовжки 10 сантиметрів мала назву «срібний лотос», якщо ж довжина перевищувала 10 см — «залізний лотос» і не сильно котирувалася. Стопа не повинна була виглядати як опора для тіла.

## Наслідки

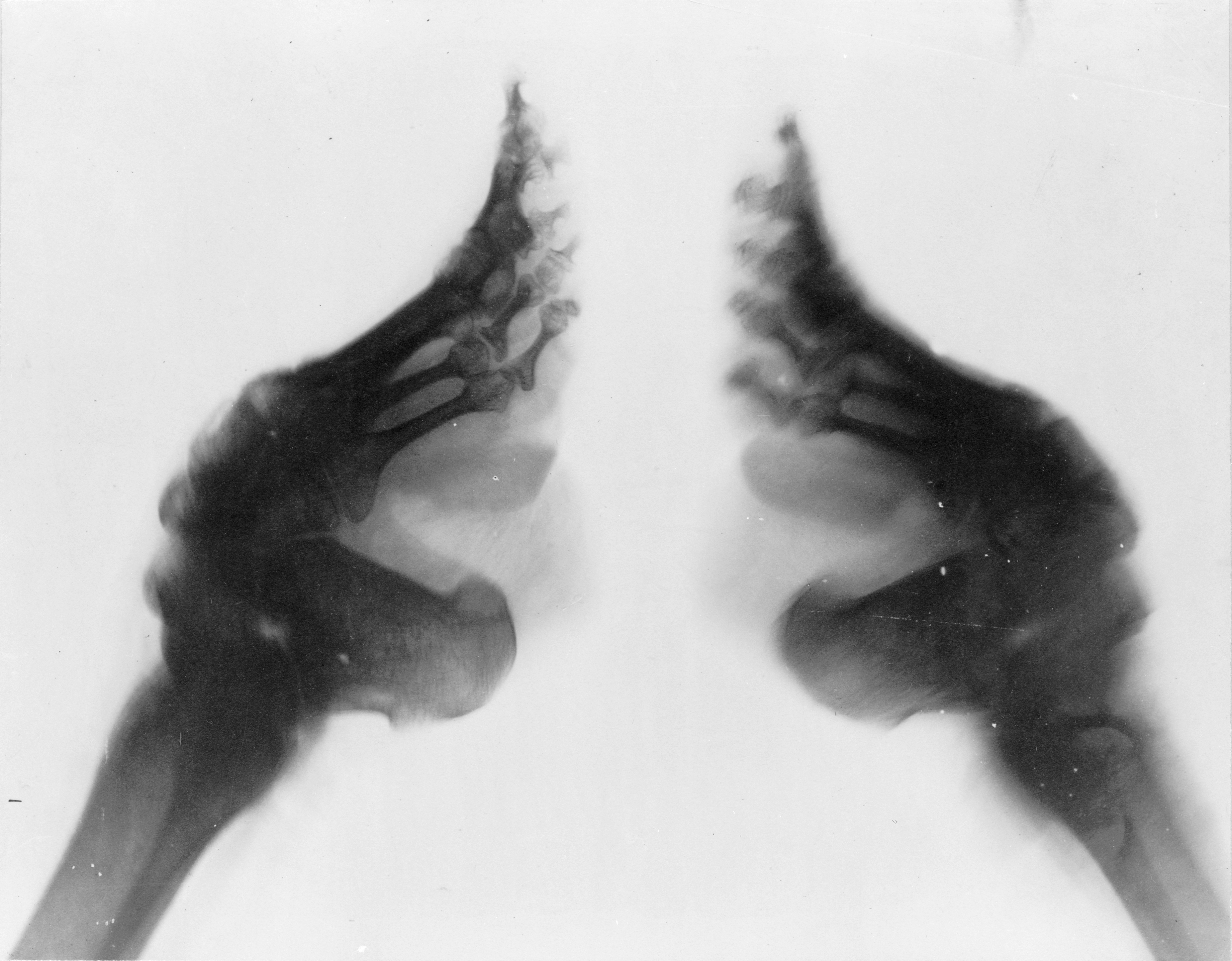
Рентгенівський знімок покаліченої ноги

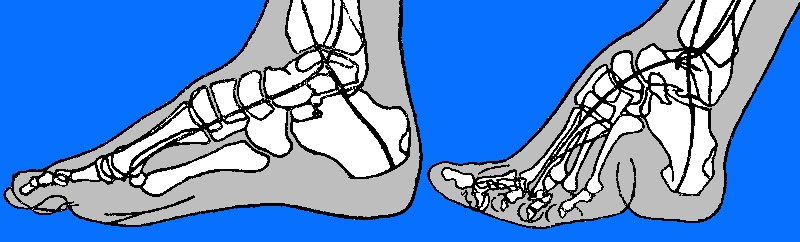
Порівняння нормальної та деформованої стоп

Найпоширенішою проблемою було виникнення інфекцій ніг. Незважаючи на те, що нігті регулярно підстригали, вони часто вростали в палець, викликаючи запалення та пошкоджуючи тканини пальця. Тому іноді нігті видалялися. Також кілька шарів щільної тканини не пропускали повітря до стопи, крім того, через занадто тугу пов'язку кровообіг у стопі порушувався, а в пальцях ніг взагалі зникав. В результаті інфекційні процеси у пальцях не припинялися; виникав некроз тканин. Якщо інфекція переходила до кістки, пальці могли взагалі відпасти, це вважалося сприятливим, оскільки тепер можна було перебинтувати ногу ще тугіше. Якщо у дівчинки були ширші стопи, в них іноді встромляли осколки скла або черепиці, щоб спровокувати інфекцію та, як наслідок, некроз тканин. Інфекція ноги могла призвести до смерті від зараження крові, якщо дівчинка виживала, то в дорослому віці у неї частіше виникали різні захворювання. На початку процесу значна частина кісток стопи залишалася зламана часто на декілька років. Коли дівчинка ставала старшою, кістки починали зростатися. Однак навіть після того, як кістки зросталися, вони залишалися тендітними і часто знову ламалися, особливо у підлітковому віці, коли були ще недостатньо міцними. Дорослі жінки часто страждали від переломів ніг та стегнових кісток, оскільки в положенні стоячи їм було важко зберігати рівновагу, а також важко вставати з сидячого положення. Всупереч місіонерським писанням, багато жінок з бинтованими ногами могли ходити й працювати в полі, хоча й з більшими обмеженнями, ніж жінки зі звичайними стопами.

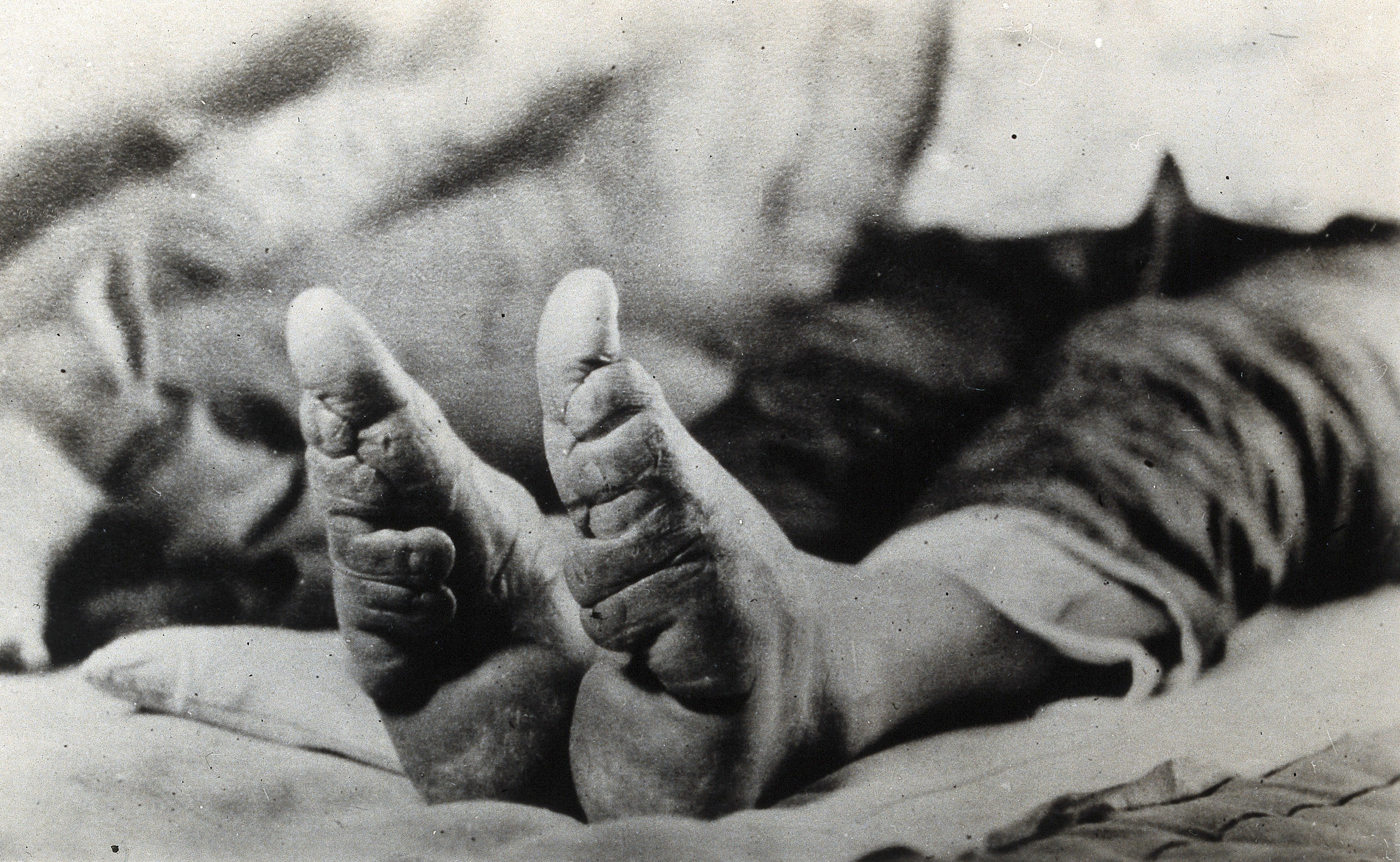
Вигляд ніг після бинтування

У 1997 група дослідників провела порівняння між літніми жінками з деформованими та здоровими ногами. Було з'ясовано, що ті жінки, чиї ноги були деформовані, частіше страждають від остеопорозу (маса кісткової тканини в стегнових кістках у них була нижчою на 5,1%, а в хребті — на 4,7%), що означає підвищений ризик перелому кісток. При цьому ризик падіння у них вдвічі вищий (38% проти 19%).
Оскільки пов'язка на ногах обмежувала рухи жінки, одним із побічних ефектів зростання популярності бинтування став занепад мистецтва жіночого танцю в Китаї.

## Сприйняття чоловіками

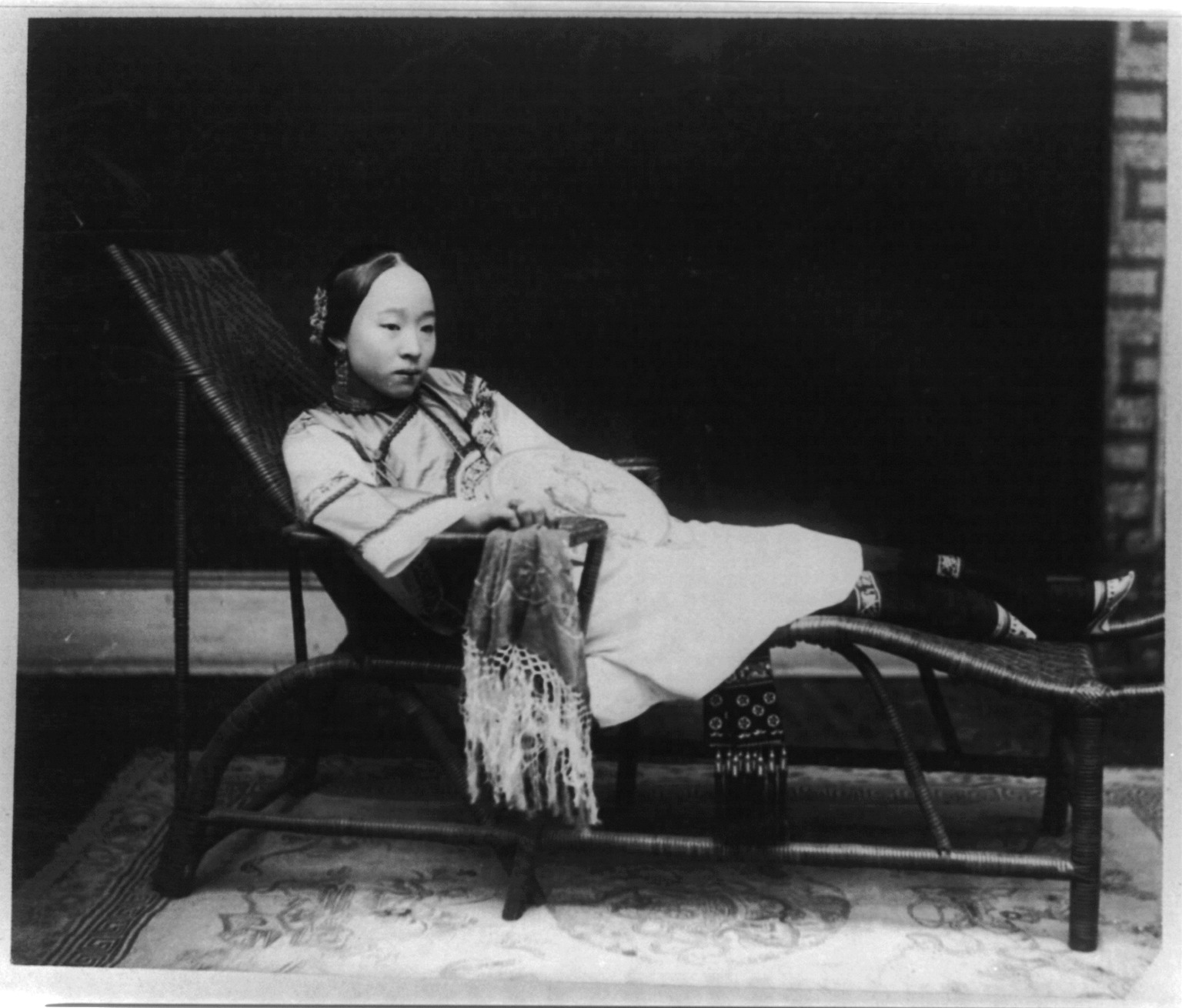
Бинтовані ноги вважалися красивими та дуже еротичними

У китайській культурі деформовані стопи вважалися дуже еротичними. У той же час вигляд жіночої ноги без взуття та бинтів вважався непристойним. Деякі чоловіки воліли ніколи не бачити жіночу ногу без пов'язки; з цієї причини жінки постійно носили бинти та взуття. Один із китайських авторів писав: «Якщо ви знімете взуття та пов'язку, то естетична насолода буде навіки зруйнована». Жінкам дозволялося лише перед сном злегка послабити пов'язку та взути туфлі на м'якій підошві. У Китаї були поширені еротичні жіночі зображення, благопристойно звані «весняні картинки»: самі жінки на них були оголені, але на ногах було взуття.
У китайському класичному романі «Квіти сливи в золотій вазі» неодноразово згадується про крихітні ніжки головної героїні:
- «Пань Цзіньлянь, шоста дочка кравця Паня, який жив за Південною брамою міста, ще будучи дівчинкою, відзначалася красою. За чарівні маленькі ніжки її назвали Цзіньлянь — „Золотий лотос“».
- «…її маленькі, якраз у півшпильки, в три вершки золоті лотоси-ніжки, гостроносі, як шило або ніжні паростки лотоса, що ступають по ароматному пилку і танцюють на розсипаній бірюзі…»
- «Взута вона в туфельки з хмарами розшитого білого шовку на товстій підошві. Витончено піднесені догори, як кіготь орлиний, гострі їхні носки. Її золоті лотоси — ніжки — ступають, немов по пилку, ароматному і ніжному».

У книзі часів імперії Цін описується 48 різноманітних еротичних ігор із жіночою ногою. В тому числі було відомо 11 різних способів торкатися жіночої ноги.
Існувала класифікація, що описує 58 різновидів жіночих ніг, наприклад:
- «божественна» — дуже пухка, м'яка та витончена;
- «чудова» — слабка та витончена;
- «безсмертна» — пряма, самостійна;
- «дорогоцінна» — надто широка, непропорційна;
- «чиста» — занадто довга та тонка;
- «спокуслива» — плоска, коротка, широка, кругла (недоліком цієї ноги було те, що її володарка могла протистояти вітру);
- «надмірна» — вузька, але недостатньо гостра;
- «звичайна» — пухка, поширеного типу;
- «неправильна» — мавпоподібна велика п'ята, що дає можливість дертися[42].

Маленьку ступню ідеальної форми (з гострим носком) порівнювали з молодим місяцем, або з весняними пагонами бамбука. Було висловлено думку, що однією з найсильніших еротичних насолод є споглядання крихітних слідів від жіночих ніг на снігу.

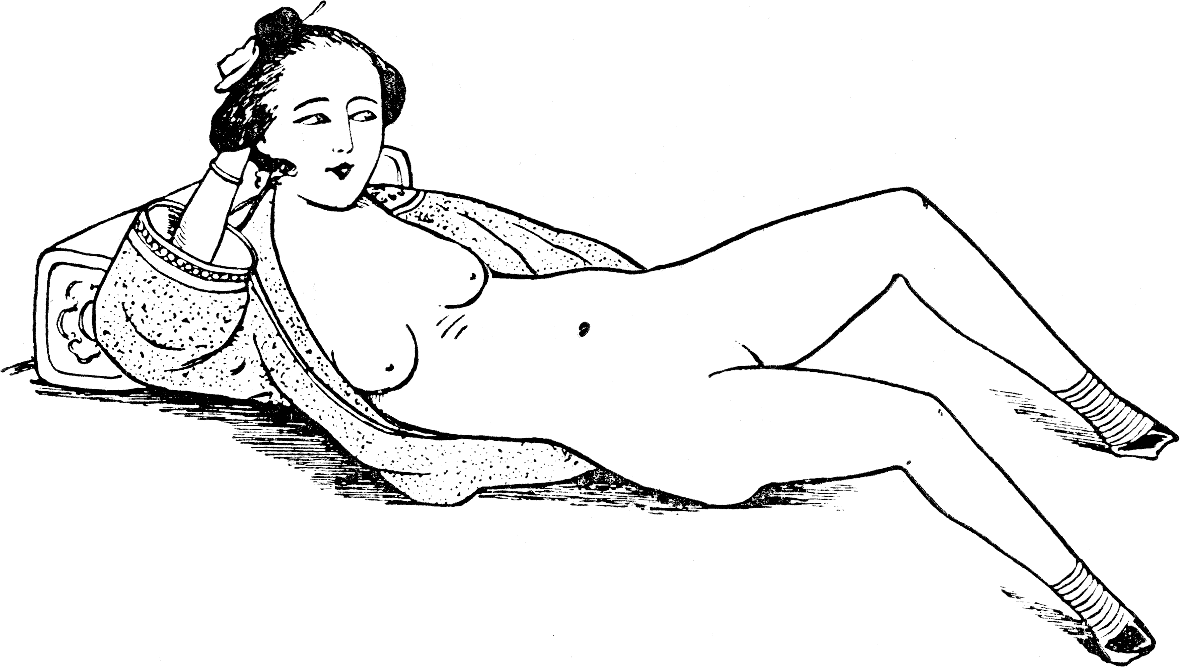
Еротичне зображення жінки з деформованими стопами

Жінки з деформованими ногами уникали переносення ваги тіла на носок і вважали за краще наступати на п'яту; тому їхня хода ставала обережною та нестійкою. Марко Поло (1254—1324) писав, що довжина кроку китаянки не перевищує півпальця. Чоловіки вважали дуже еротичною жіночу ходу-«лотос», що дріботить і погойдується. У Китаї казали, що жінка з деформованими стопами, йдучи, нагадує «ніжний вербовий пагін, овіяний весняним вітерцем».
Сторонні чоловіки не повинні були бачити ступнів ніг заміжньої жінки, тому спідниці шилися дуже довгими. Деформація ніг вважалася запорукою жіночої цнотливості (чому в середньовічному Китаї надавалося величезне значення), але водночас вважалося, що вона сприяє розвитку сексуальності жінки. Наприклад, атрофія стоп призводила до надмірного навантаження на стегна, вони набрякали, тож чоловіки сприймали їх як «пухкі та хтиві». До того ж, серед чоловіків існувала еротична фантазія про те, що подібна незвичайна хода зміцнює м'язи піхви та що постійні м'язові спазми, спричинені болем, роблять піхву вужчою. Вважалося, що дотик до ступні сексуально збуджує жінку.

## Сприйняття жінками

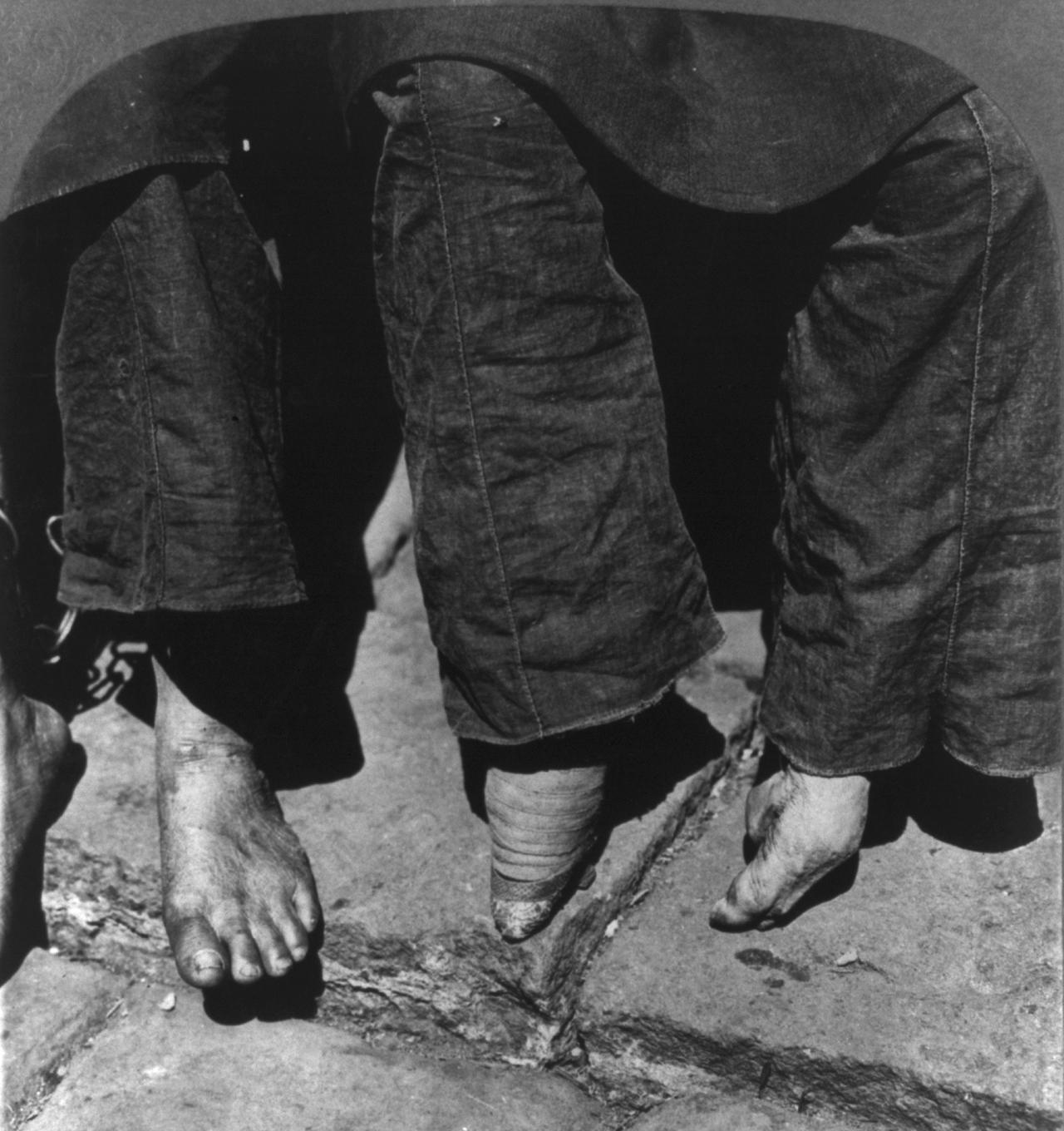
Порівняння нормальної жіночої ноги (зліва) та перев'язаної ноги (фото 1902 року)

Звичай бинтування ніг сприймався жінками як необхідність, оскільки до жінок з нормальними, недеформованими ногами ставилися з презирством, називаючи їх «босоногими». Під час сватання сім'я нареченого спочатку цікавилася розміром стопи нареченої. Якщо її довжина перевищувала чотири цуня (приблизно 13 см — трохи довше середнього пальця руки), то свекруха зневажливим жестом зривала спідницю з дівчини, а гості висловлювали образливі зауваження на її адресу. Чоловік мав право розірвати заручини, якщо виявлялося, що ступні нареченої недостатньо маленькі. Жінки з недеформованими ногами не тільки не могли розраховувати на вдале заміжжя; у багатих будинках прислуговувати господині могли лише дівчата із забинтованими ногами, а ті, у кого стопа була надто великою, змушені були займатися важчою та бруднішою роботою, наприклад, на кухні. До того ж, за китайським повір'ям, якщо жінка не мала чоловіка, вмирала бездітною та не було кому доглядати її могилу, то у своєму посмертному існуванні вона перетворювалася на «голодний привид» і приречена була вічно блукати без притулку. З цієї причини заради можливості вийти заміж жінки згодні були терпіти біль та інші наслідки бинтування ніг. Якщо мати із жалю недостатньо туго бинтувала ноги доньки, то у дорослому віці дівчина засуджувала матір за слабкість.

## Критика та зникнення звичаю

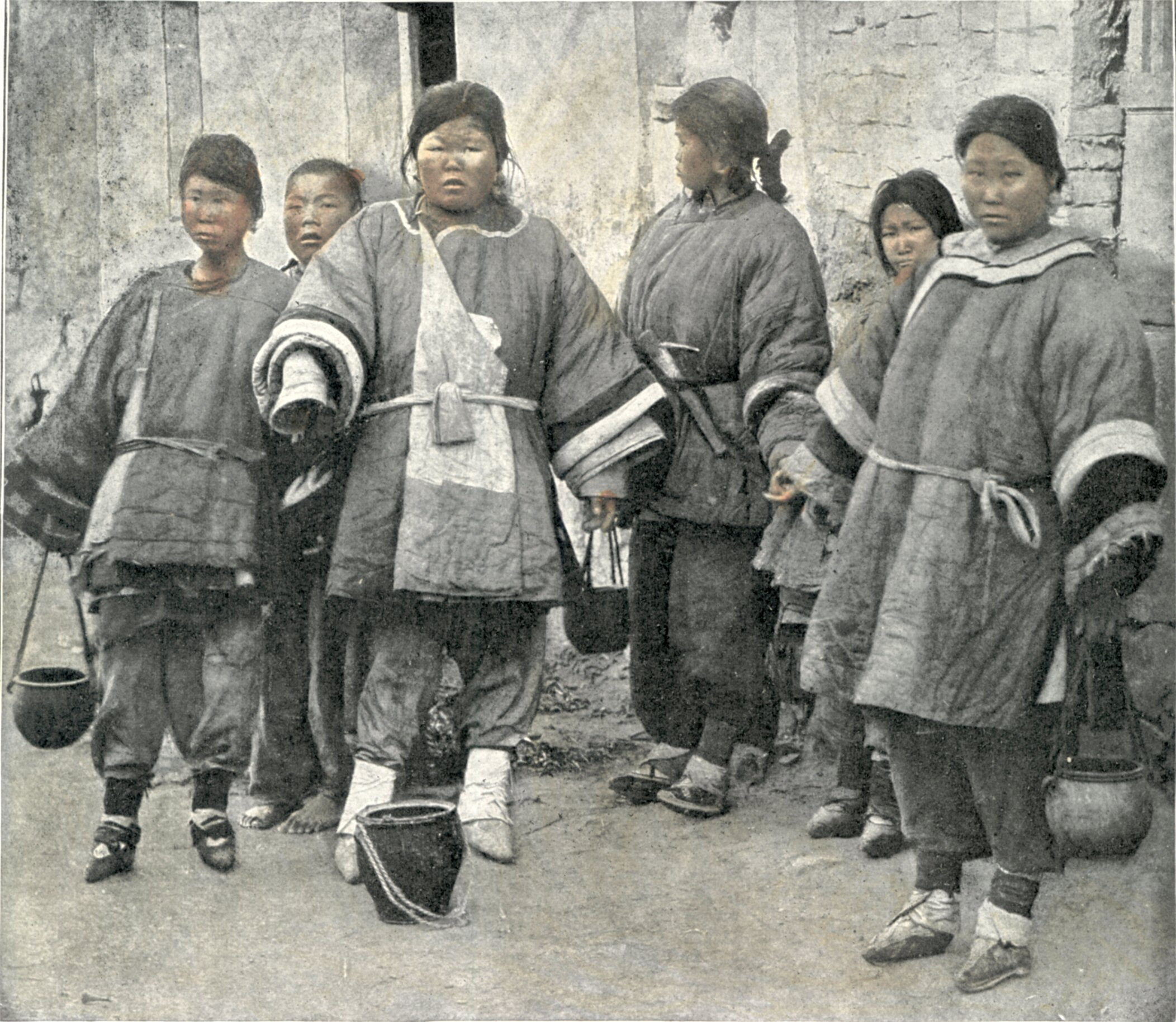
Група жінок з деформованими стопами

Незважаючи на популярність традиції бинтування ніг, в деяких випадках вона критикувалася. Наприклад, у фантастичному романі «Квіти в дзеркалі» китайського письменника Лі Жучженя (бл. 1763 — бл. 1830) герой, один з міністрів Царства Благородних, приїхавши до Китаю, дивується:
«Я чув, що у вашій країні здавна існує звичай бинтувати жіночі ноги. В самому початку дівчатка мучаться жахливо, хапаються за ноги, кричать, плачуть, ноги починають гнити, кров тече. Через це дівчатка не сплять ночами і не можуть їсти; через це починаються всілякі серйозні хвороби. Я думав, що ці дівчатка неслухняні та їхні матері все-таки не настільки жорстокі, щоб убити їх, тому обирають цей спосіб покарання, щоб виправити їх. А виявляється, що це робиться заради краси. Без цього, бачите, негарно!»
У цьому романі є глава «Країна жінок», в якій чоловіки народжують дітей та піддаються бинтуванню ніг. Поет Юань Мей написав твір «У чому краса маленьких ніжок? Адже весь світ божеволіє за ними». Його послідовник Юй Чженсе виступав проти звичаю бинтування ніг, оскільки це завдає шкоди здоров'ю жінок.
Після поразки повстання тайпінів, християнські місіонери, які забезпечували навчання дівчат, спочатку активно перешкоджали бинтуванню ніг, яке вважали варварською практикою, що мала шкідливий соціальний вплив на жінок, потім відігравали роль у зміні думки китайських еліт щодо перев'язування ніг через освіту, памфлетизм та лобіювання двору Цін, наголошуючи на тому факті, що жодна інша культура у світі не практикувала звичай бинтування ніг.
У 1874 році англійський місіонер Джон Макґовен закликав до припинення звичаю бинтування ніг, це сталося в місті Сямень. На заклик відгукнулися 60 китайських християнок. Одна з жінок, мати сімох дочок, виступила першою, вона дала клятву, що її доньки ніколи не піддаватимуться бинтуванню ніг, навіть якщо через це вони не зможуть вийти заміж. На цих зборах вирішили створити «Товариство небесної ноги». «Небесною ногою» (кит. 天足, піньїнь: tiānzú, акад. тяньцзу) називалася нога природної форми, «створена Небом» (тобто Богом), на противагу деформованій нозі (кит. трад. 纏足, спр. 缠足, піньїнь: chánzú, акад. чаньцзу). Макґовен дотримувався думки, що бинтування ніг було серйозною проблемою, яка ставить під сумнів всю китайську цивілізацію; він відчував, що «підла цивілізація заважає божественній природі». Члени Товариства пообіцяли не перев'язувати ноги своїм дочкам. Надалі слово «тяньцзу» стало загальнокитайським символом руху за заборону бинтування ніг.
Ініціативу Макґовена підтримали інші християнські місіонери. У 1895 році християнські жінки в Шанхаї на чолі з Алісією Літтл також заснували Товариство природних ніг. Тімоті Річард заснував рух «Жіноча християнська стриманість» та вважав, що християнство може сприяти рівності між чоловіками та жінками. Ця опозиція під керівництвом місіонерів мала сильніший вплив, ніж рання опозиція ханьців чи маньчжурів. Західні місіонери заснували перші школи для дівчат і заохочували жінок припинити цю практику. Вони також не приховували свого шоку та відрази, коли пояснювали процес бинтування ніг західним одноліткам китайських дівчат.
У цей час освічені китайці стали усвідомлювати, що цей аспект їхньої культури не відповідає прогресу сучасного суспільства. Наприклад, реформатор Кан Ювей представив законопроект про заборону бинтування ніг, прокоментувавши той факт, що іноземці сміються з Китаю і що «бинтування ніг було головним об'єктом таких насмішок», а в 1883 році він же створив Суспільство звільнення ніг (першу подібну організацію). Рух проти бинтування ніг наголошував на прагматичних і патріотичних міркуваннях, а не на феміністичних, стверджуючи, що скасування перев'язування ніг призведе до покращення здоров'я та ефективнішої праці. Філософ Янь Фу закликав до реформ, які б сприяли оздоровленню нації, в тому числі він вважав, що слід заборонити куріння опіуму та бинтування ніг (Янь Фу також вважав, що китаянкам слід займатися спортом, що допомогло б їм народжувати сильних та здорових дітей). Письменник та громадський діяч Су Маньшу (1884—1918) переклав роман «Знедолені» Віктора Гюго; він увів у розповідь придуманого ним самим персонажа, який критикує китайські традиції, зокрема бинтування ніг. За словами Су Маньшу, цей звичай є варварським: через деформацію стоп жінки не можуть ходити, а їхні ноги «нагадують свинські ратиці».

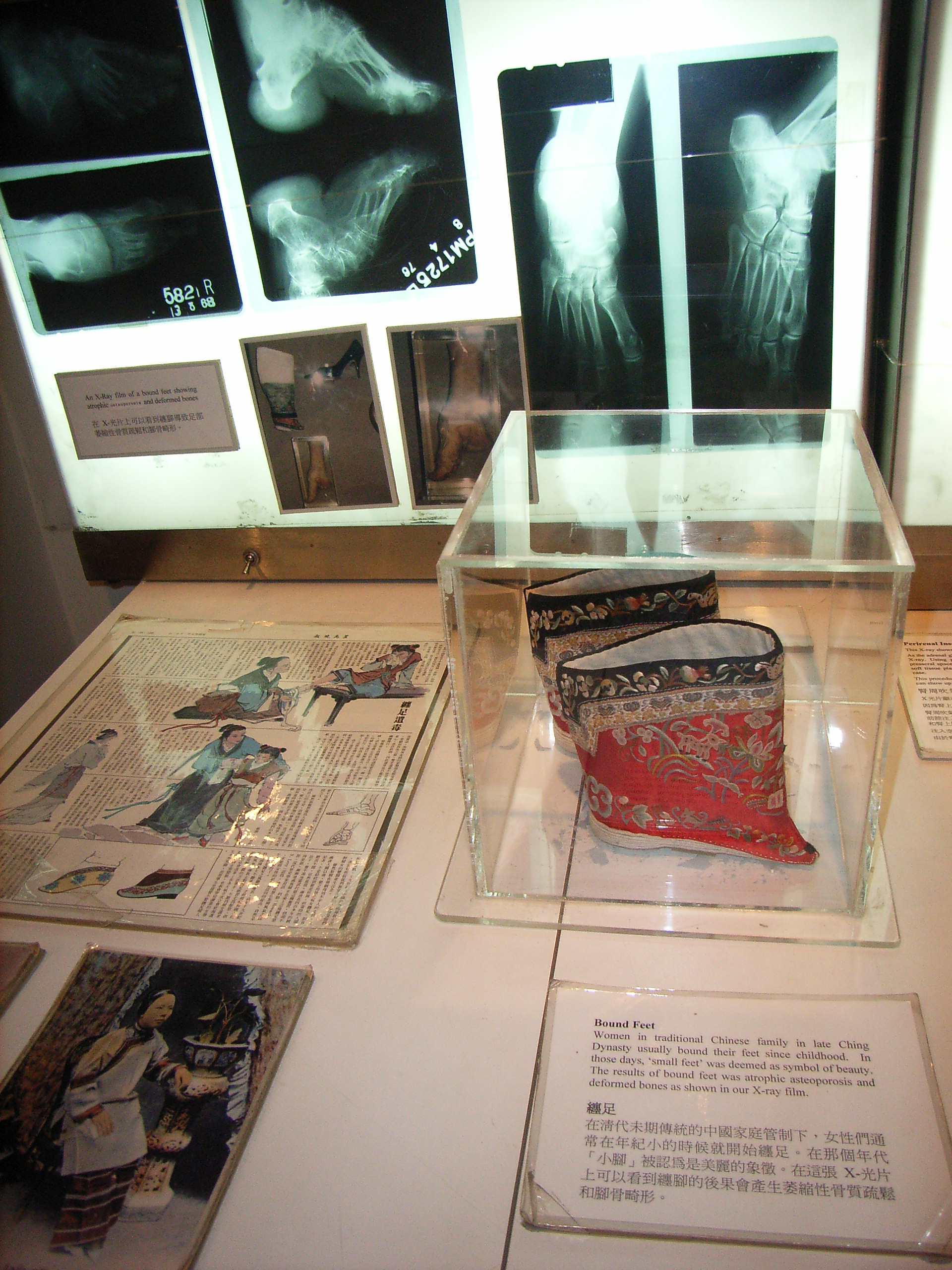
Китайська виставка, присвячена історії бинтування ніг

Прихильник теорії соціального дарвінізму (Лян Цічао) стверджував, що ця традиція послаблює націю, оскільки слабкі жінки не можуть народити сильних синів. У своїй праці «Про жіночу освіту» Лян стверджував, що основна причина національної слабкості неминуче полягає у відсутності освіти для жінок. Він вбачав зв'язок між освітою для жінок і бинтуванням ніг: «Поки перев'язування ніг є звичною практикою, жіноча освіта не може процвітати». Цічао також був розчарований тим, що першими, хто відкрив школи для китаянок, були іноземці, оскільки вважав, що саме китайці повинні навчати китайських жінок. Феміністки критикували цей звичай через те, що він завдає страждань жінкам. Феміністка Цю Цзінь закликала припинити перев'язування ніг. Тим часом Чжао Чжіцянь у 1906 році звинуватив у «Пекінських жіночих новинах»  жінок із забинтованими ногами в тому, що вони є національною слабкістю в очах інших націй. Водночас деякі сім'ї, які не схвалювали традицію бинтування ніг, домовлялися між собою про те, що син з однієї родини одружиться з донькою з іншої, навіть якщо її ноги не будуть деформовані згідно зі звичаєм. Виникли «товариства проти бинтування ніг», члени яких давали обіцянку не тільки не бинтувати ноги своїх дочок, а ще й не дозволяти своїм синам одружуватися з дівчатами з деформованими стопами.
Оцінка бинтування ніг у сучасному суспільстві відрізняється: в деяких випадках, як, наприклад, у романі «Добра Земля» американської письменниці Перл Бак, цей звичай описаний нейтрально; автор виходить із поваги до китайської культури та вважає, що іноземцям не слід її критикувати. В інших випадках іноземні автори висловлюють презирство або обурення з приводу цієї традиції та закликають китайців відкинути її.

## Взуття для бинтованих ніг («туфельки-лотоси»)
Китайські жінки з деформованою стопою змушені були носити особливе взуття, яке називалося «туфельки-лотоси». Їхні носки мали конічну форму і нагадували бутон лотоса; при цьому туфлі були дуже малі та вміщалися на долоні руки. Іноді туфлі мали підбори або клиноподібні підошви, завдяки чому нога здавалася ще меншою і ходити ставало ще важче. Взуття зазвичай шили з бавовни або шовку, іноді воно було простим, але найчастіше воно було прикрашене вишитими зображеннями квітів, птахів та тварин. Іноді вишивка була навіть на підошвах, оскільки передбачалося, що жінки зі скаліченими ногами не ходитимуть. Оскільки іноді вже сам вигляд жіночого взуття викликав у чоловіків еротичне збудження, його виготовленню в патріархальному китайському суспільстві надавали величезне значення. Взуття ручної роботи служило також демонстрацією майстерності вишивання власниці. Воно також слугувало опорою, оскільки деякі жінки з пов'язаними ногами не могли б ходити без підтримки стопи та були б сильно обмежені у своїй рухливості. Часто жінкам доводилося самим собі шити туфлі, для цього вони мали спеціальні дерев'яні колодки, виготовлені за формою їхньої ноги. Шиттю та вишиванню туфель для деформованих ніг дівчаток навчали з дитинства. Існували спеціальні скриньки для зберігання жіночого взуття. Вночі жінки теж мали носити взуття, нічні туфлі мали м'яку підошву, але були коротшими та вужчими, часто прикрашалися вишитими зображеннями еротичного змісту (які в Китаї називалися «картинками весняного палацу»).

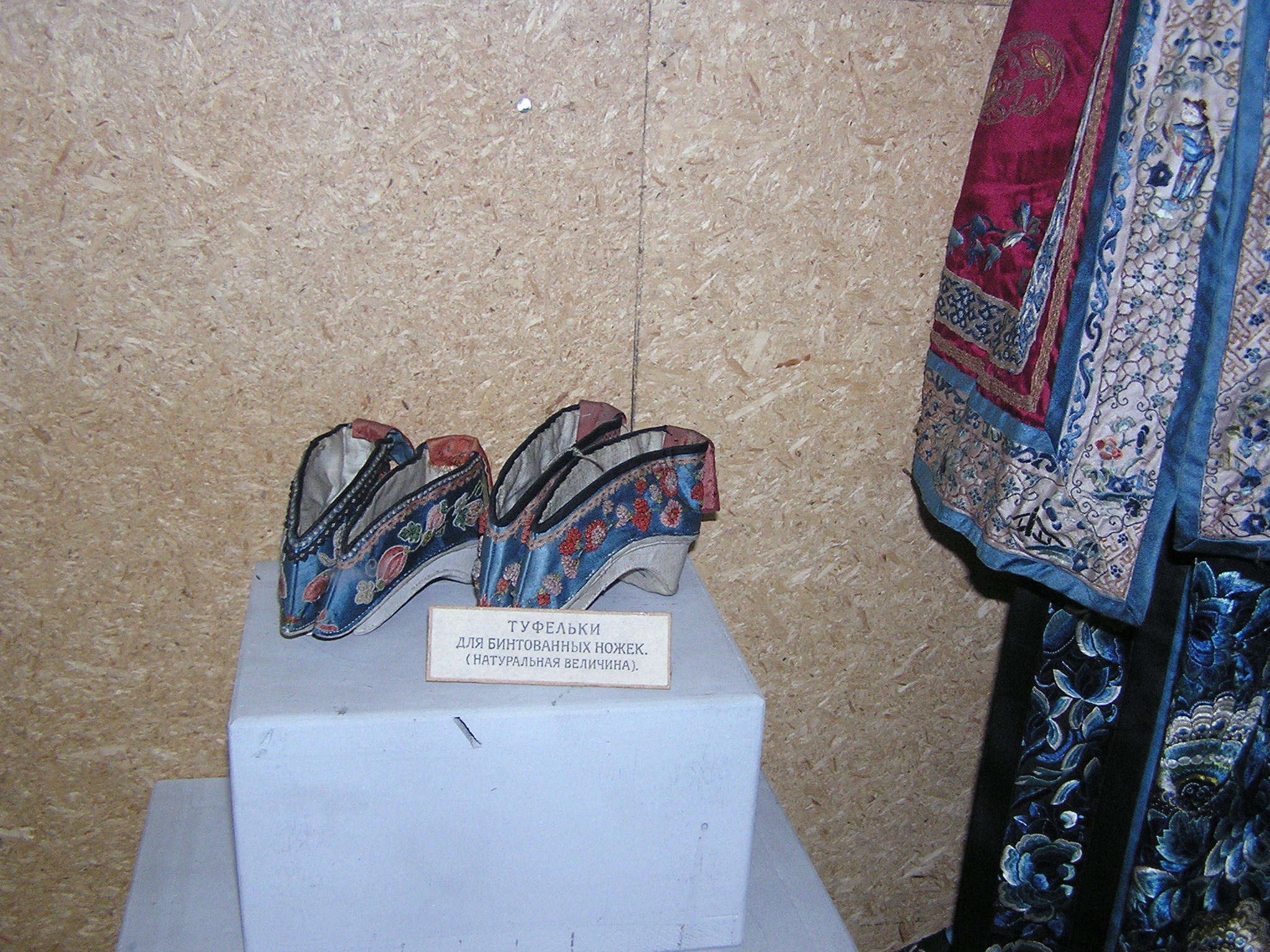
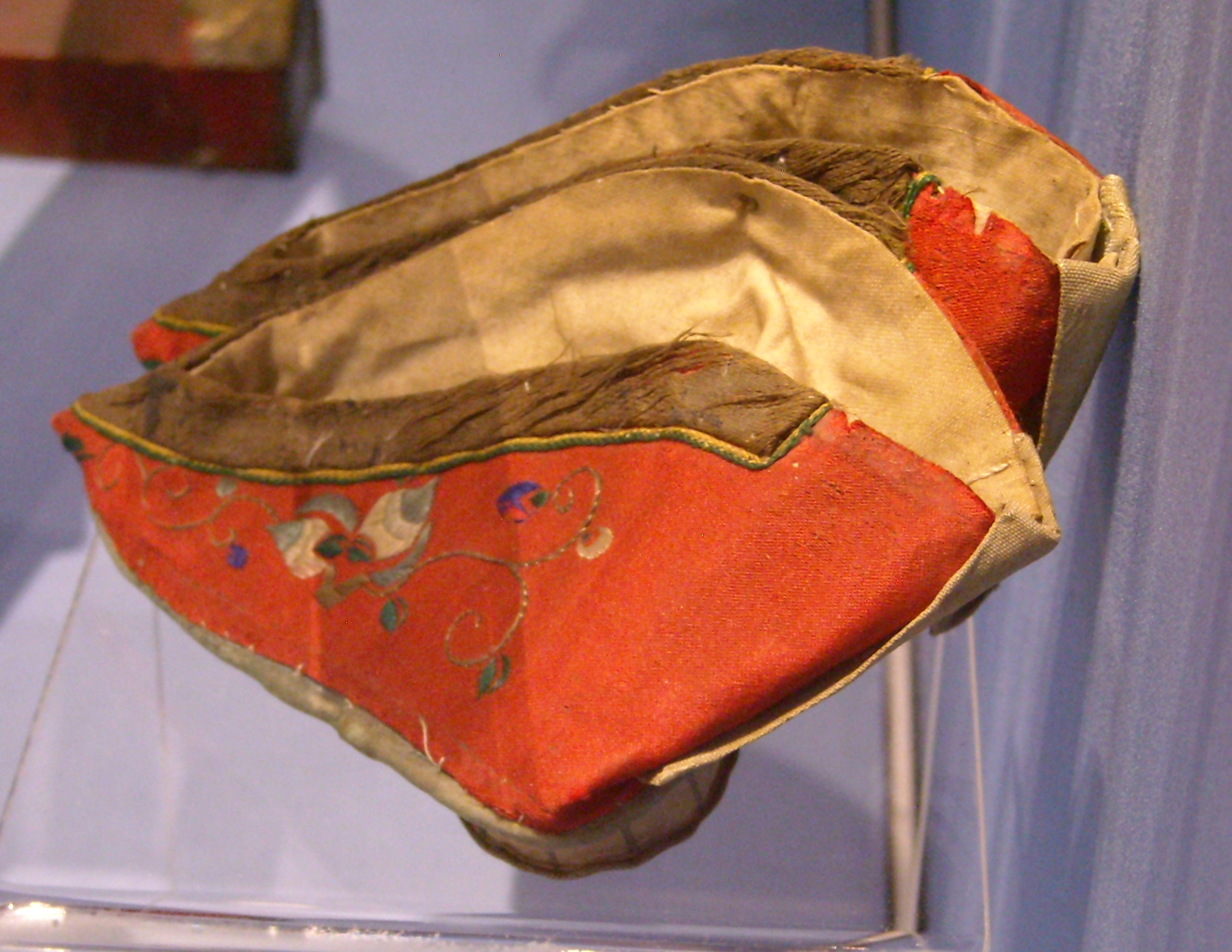
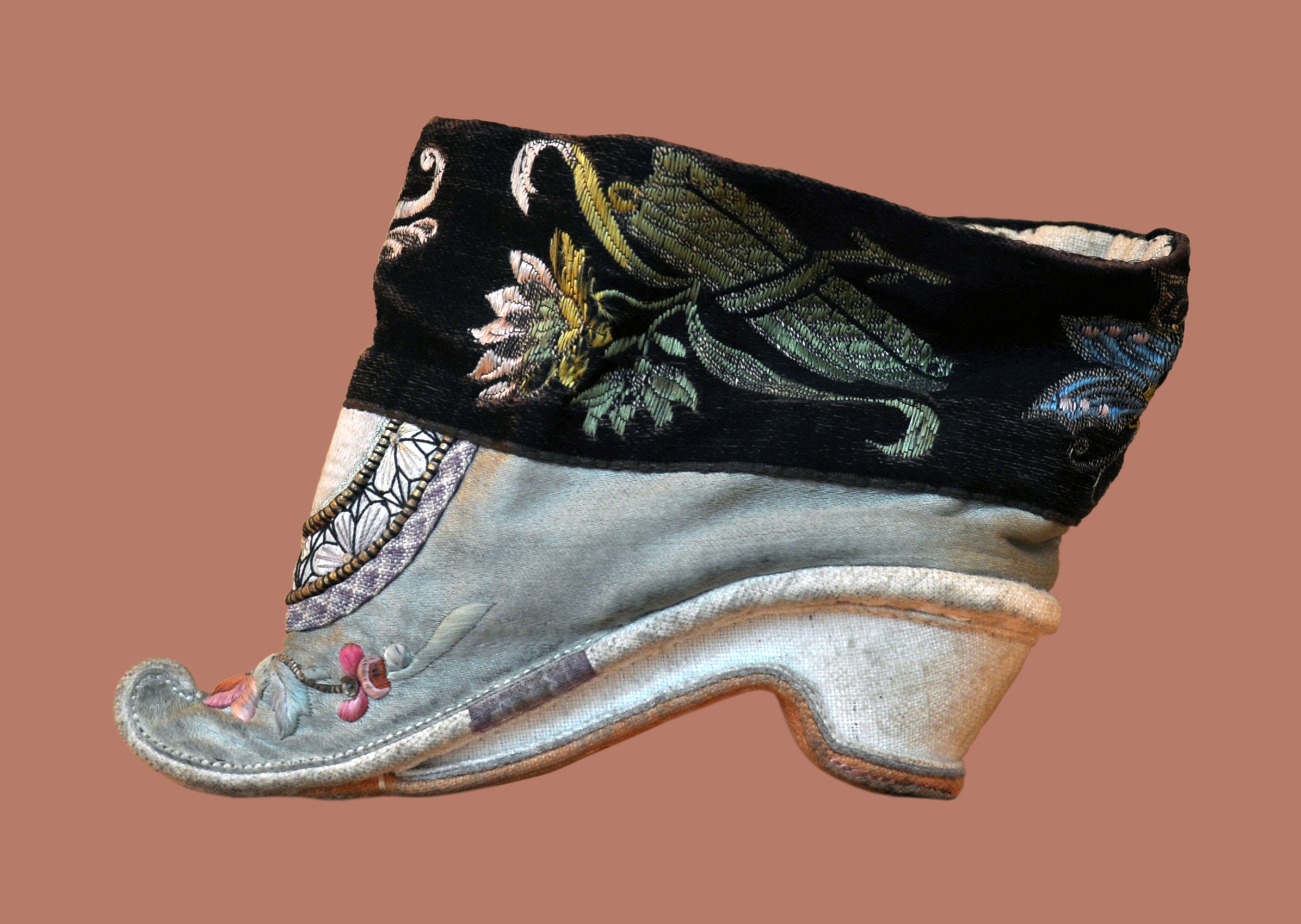
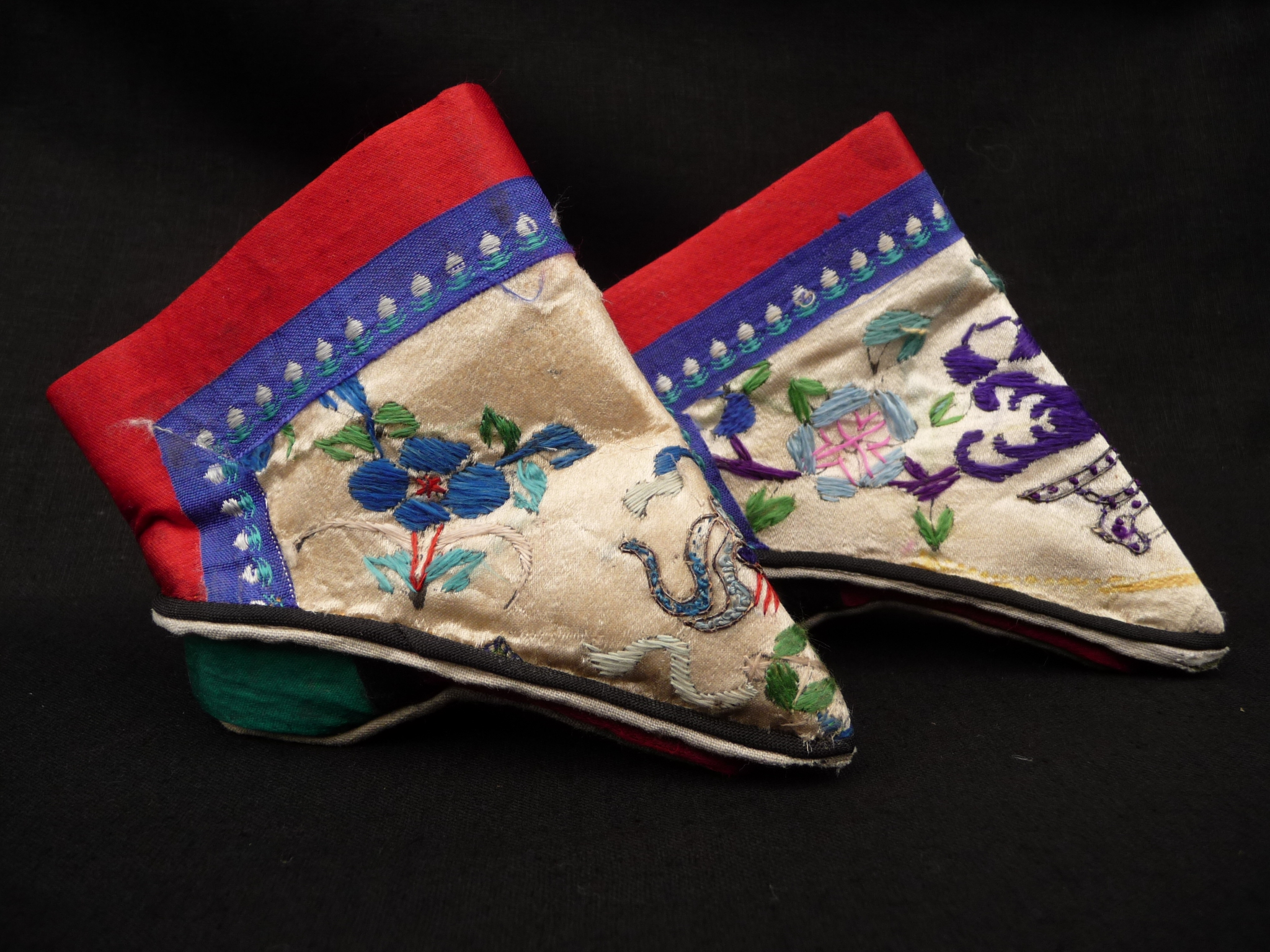
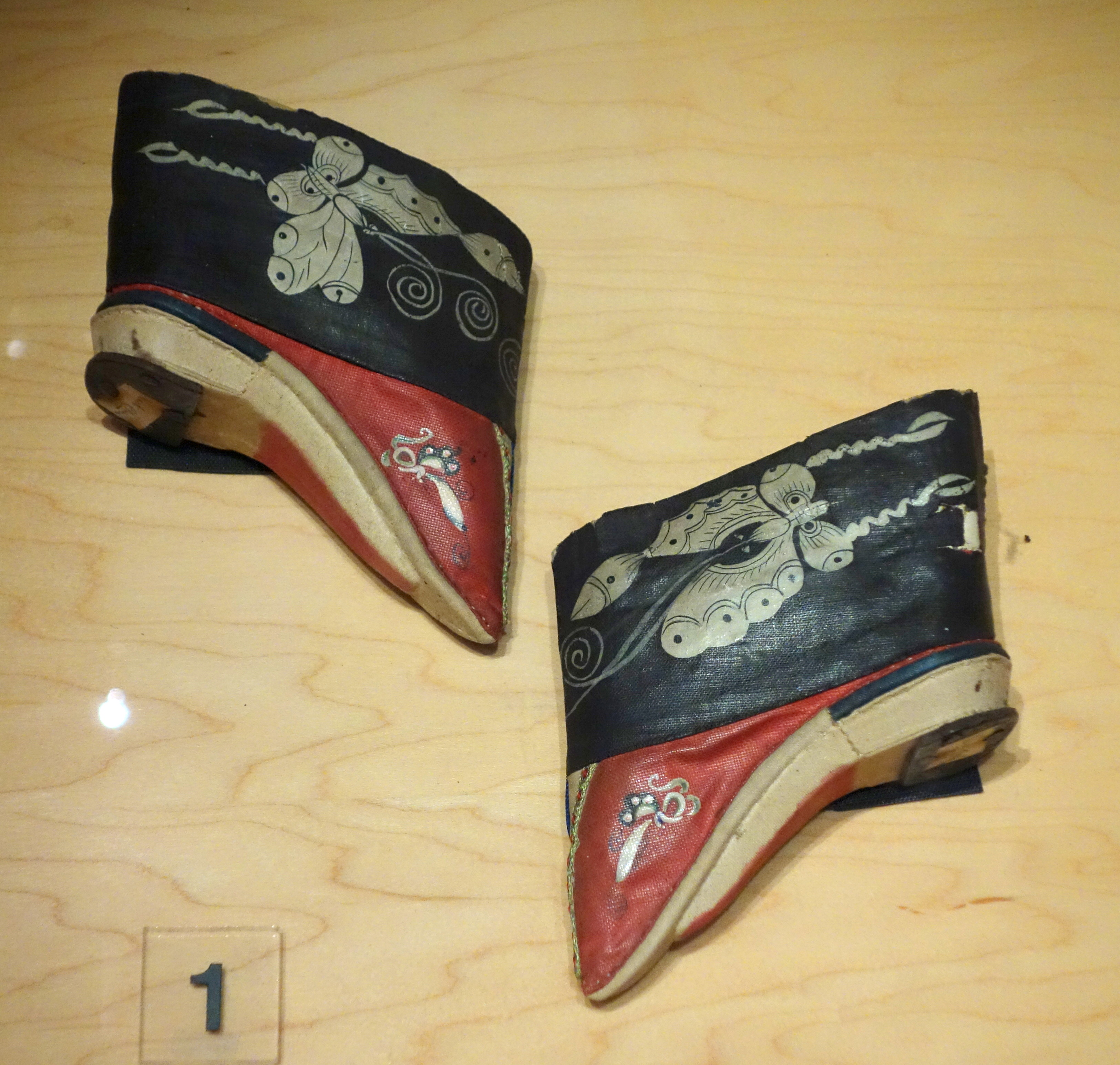
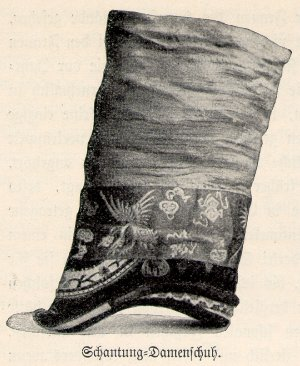
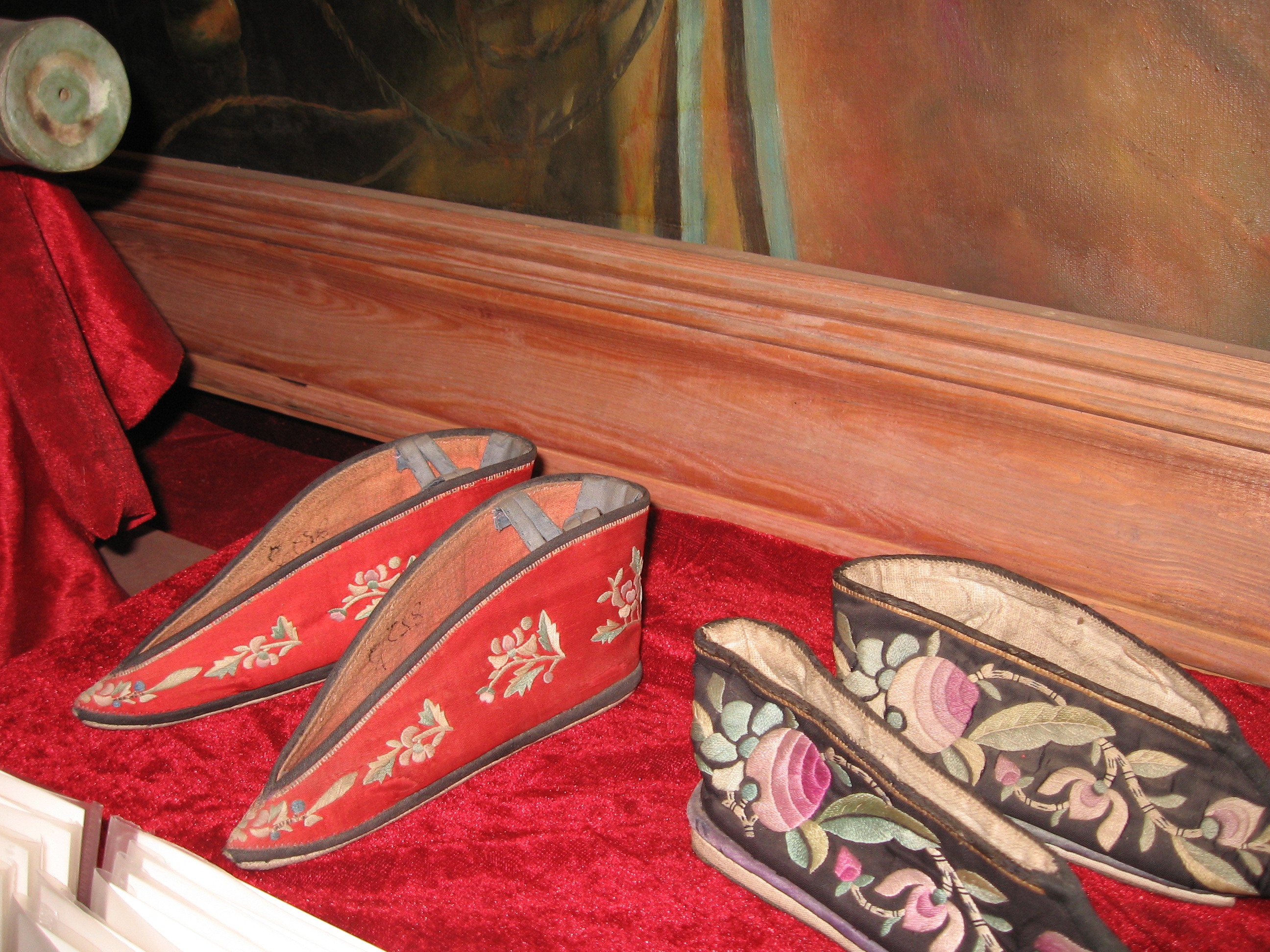
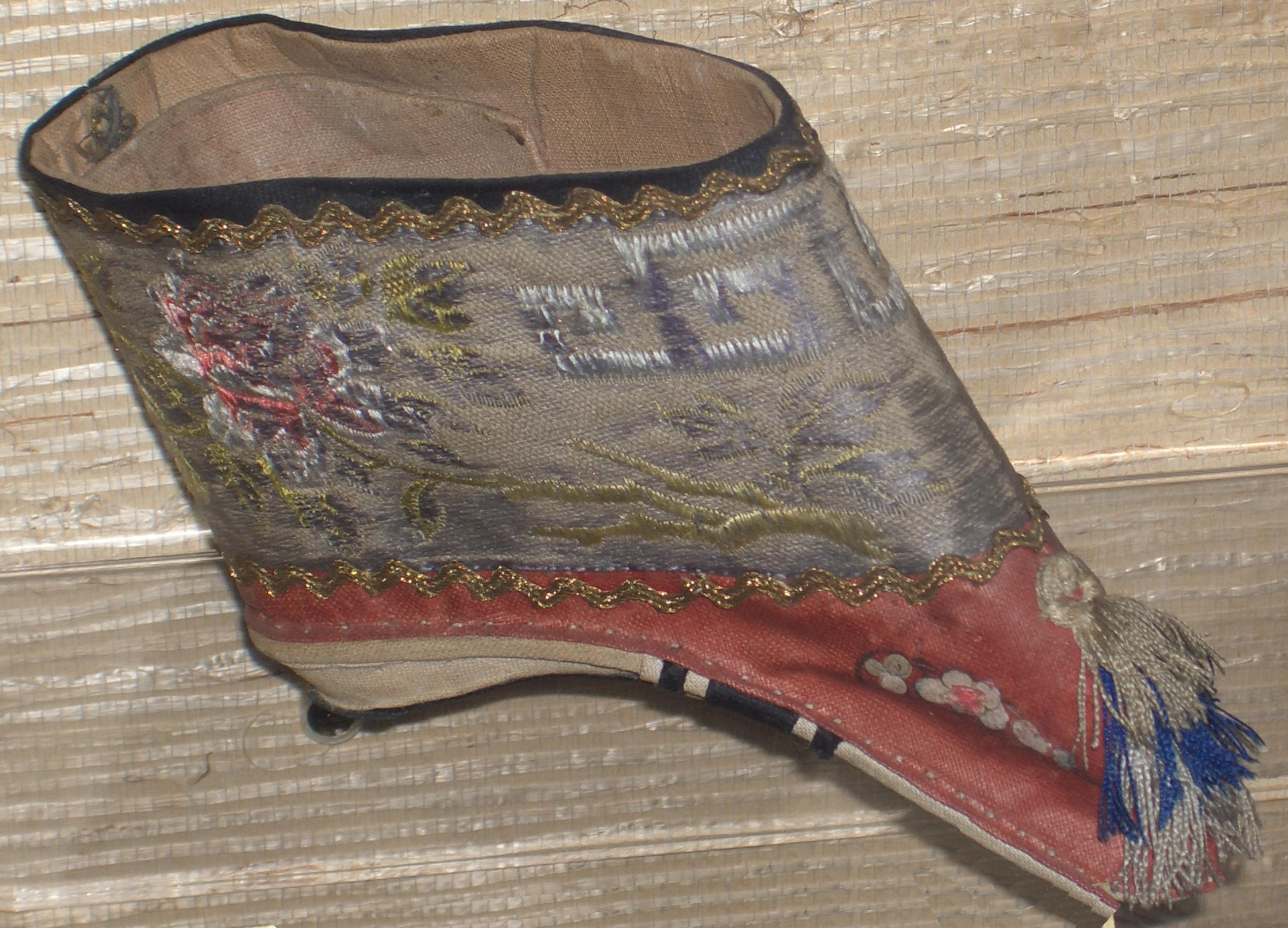
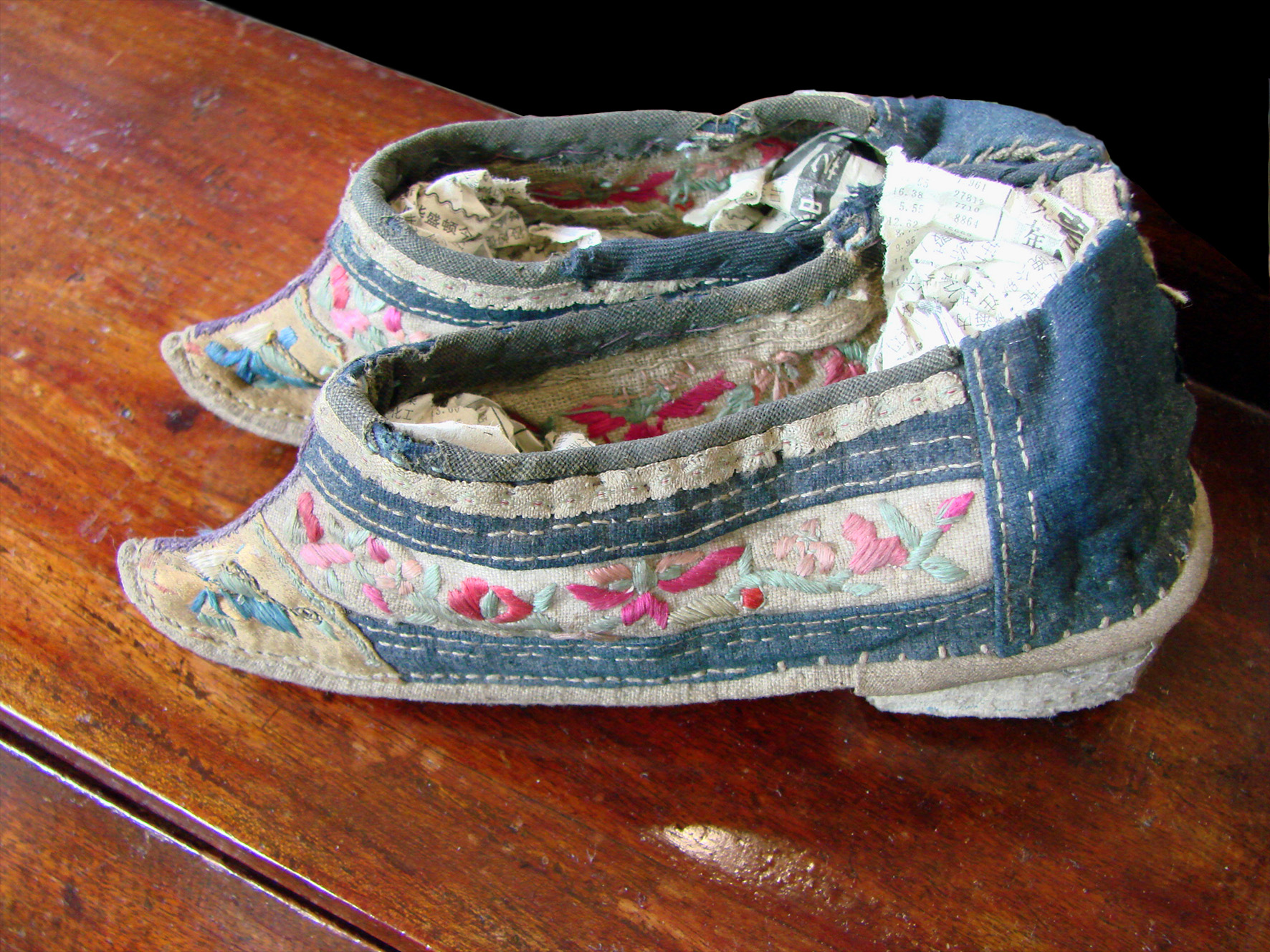
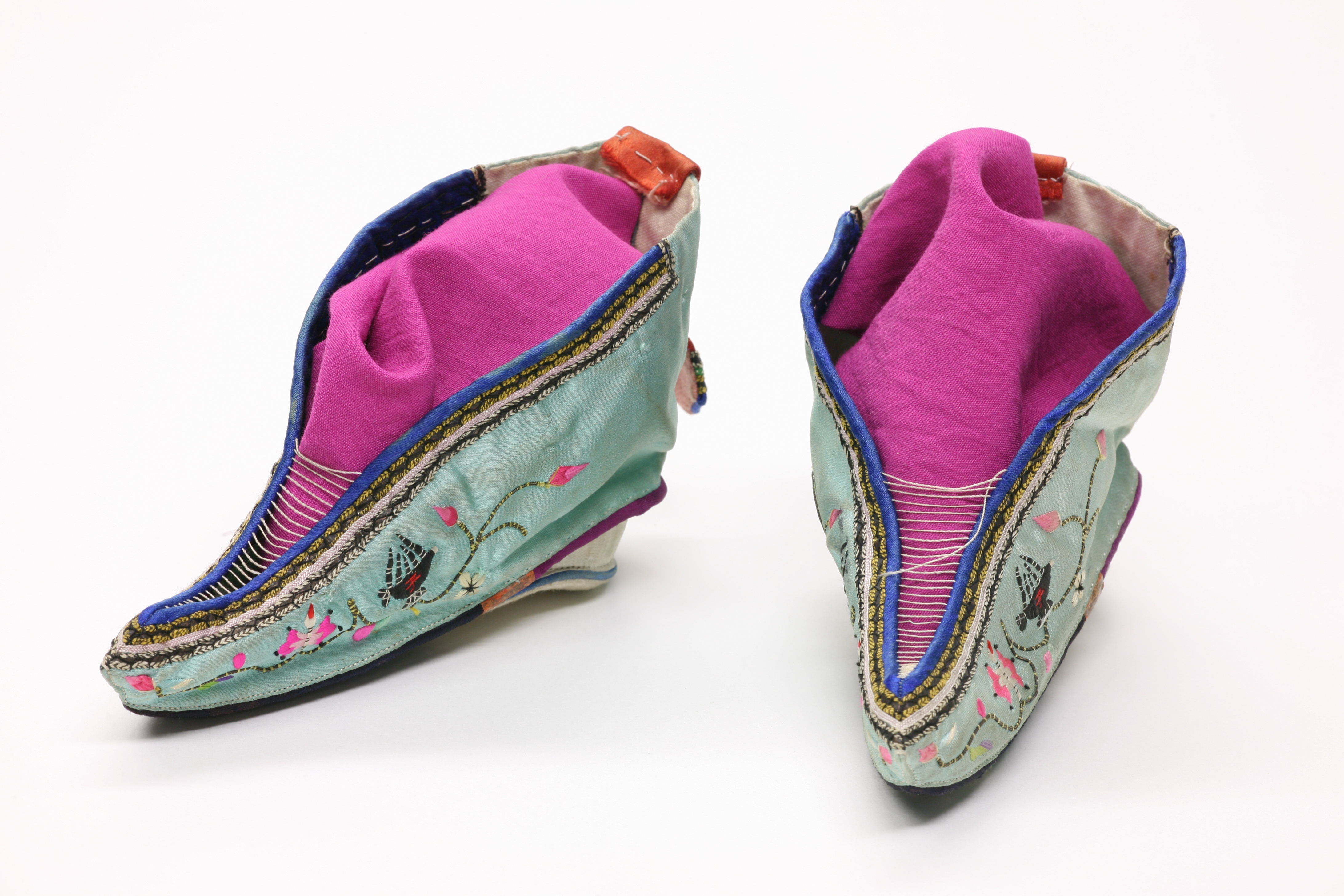
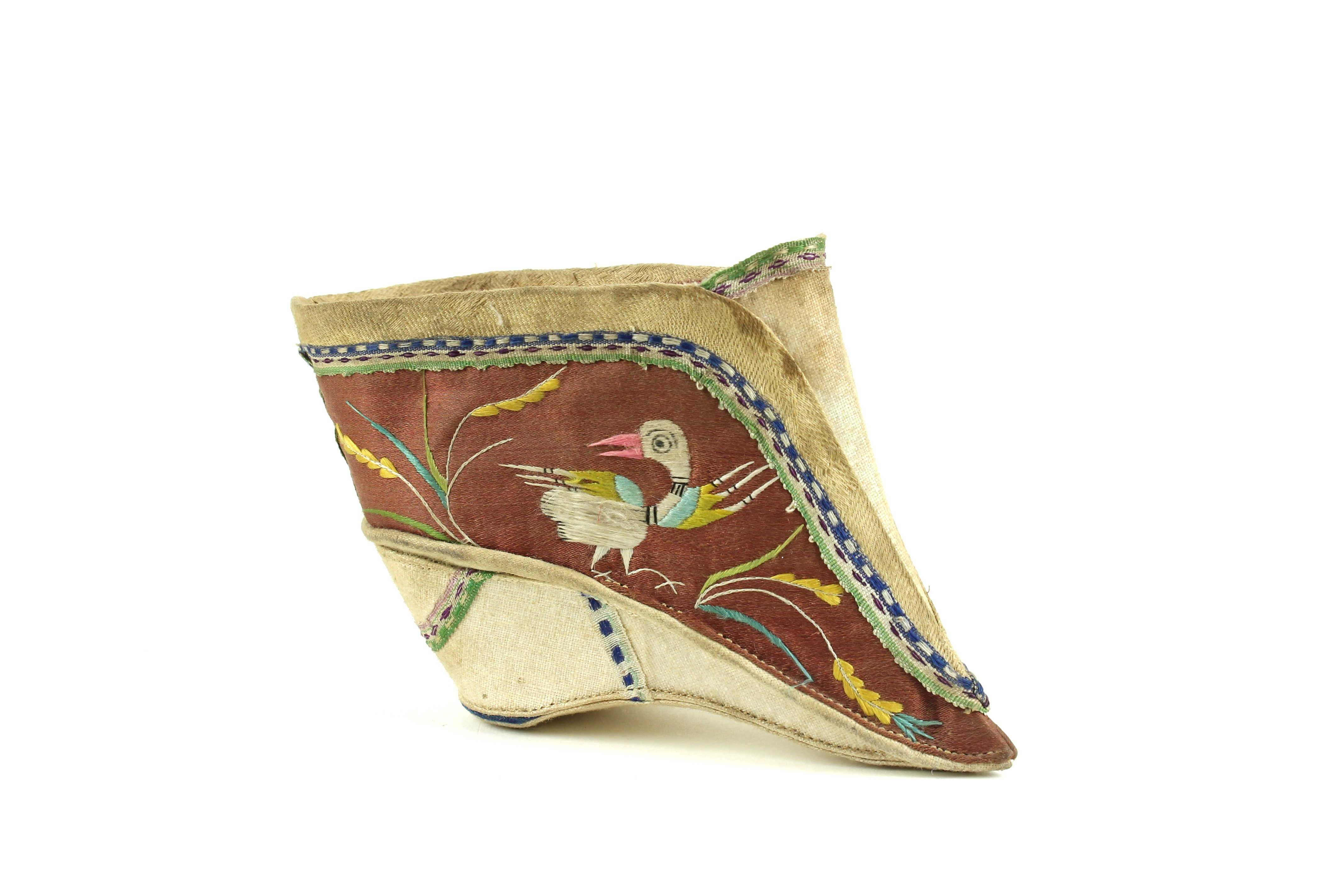

## Вплив на моду
У XVII—XVIII столітті у Франції виникла мода на китайський стиль («шинуазрі»); у тому числі з'явилися так звані «мюлі» — маленькі туфельки (зазвичай без задника), що імітують взуття китаянок і часто дуже незручні. У XVII столітті мюлі використовувалися як домашнє взуття; пізніше, у XVIII столітті, вони стали вважатися ошатним взуттям. Мюлі в китайському стилі (наприклад, з кольорового сап'яну) носили також і чоловіки, але тільки вдома.

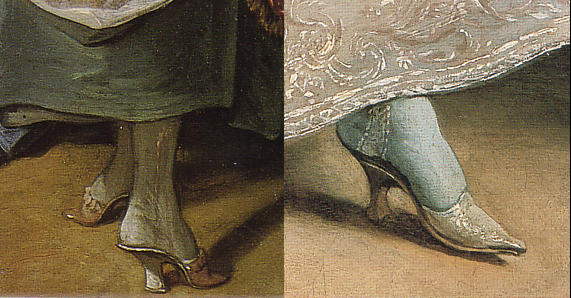
Туфельки-мюлі, Франція, XVIII століття
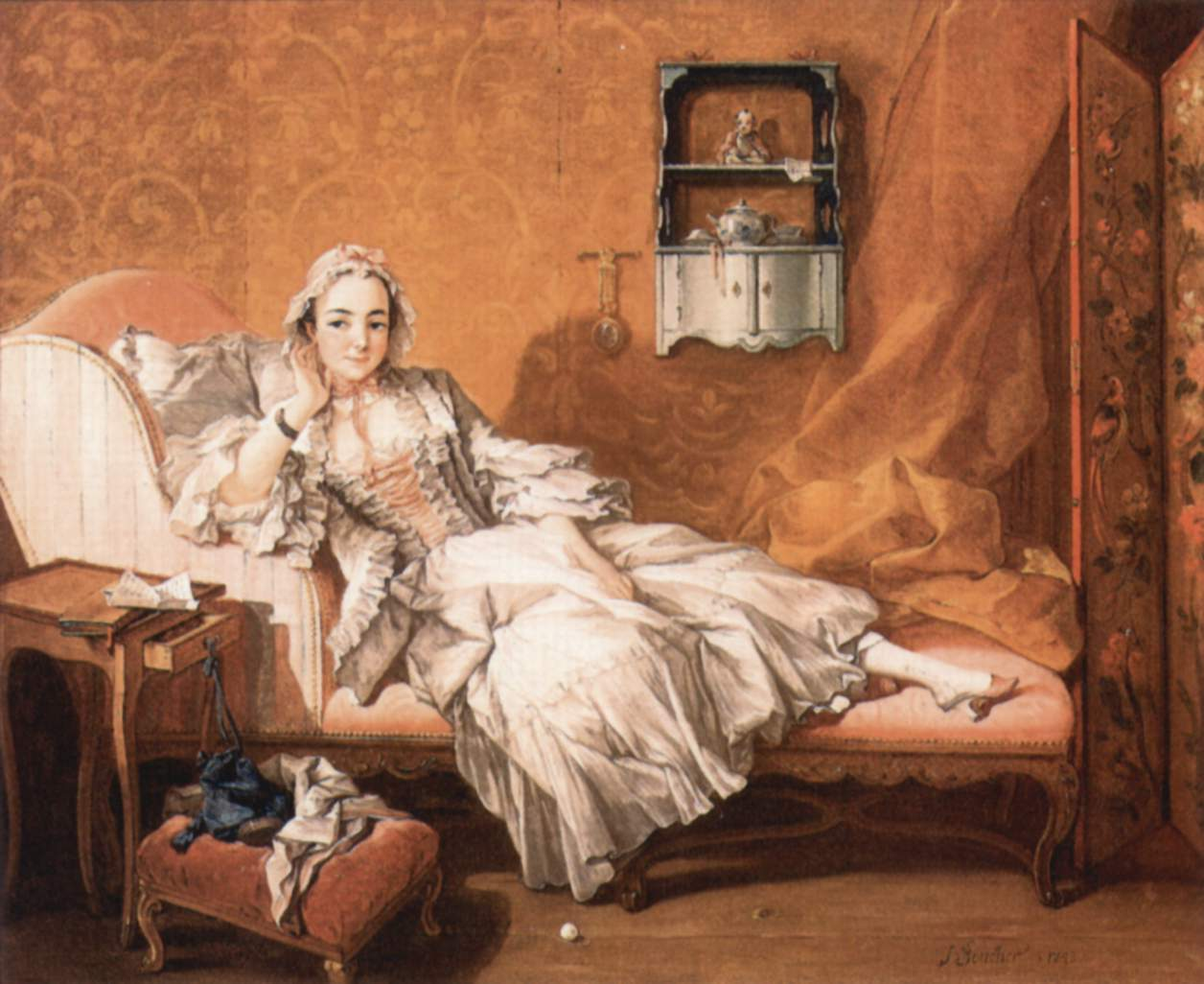
Дама в туфельках-мюлі, Франція, XVIII століття
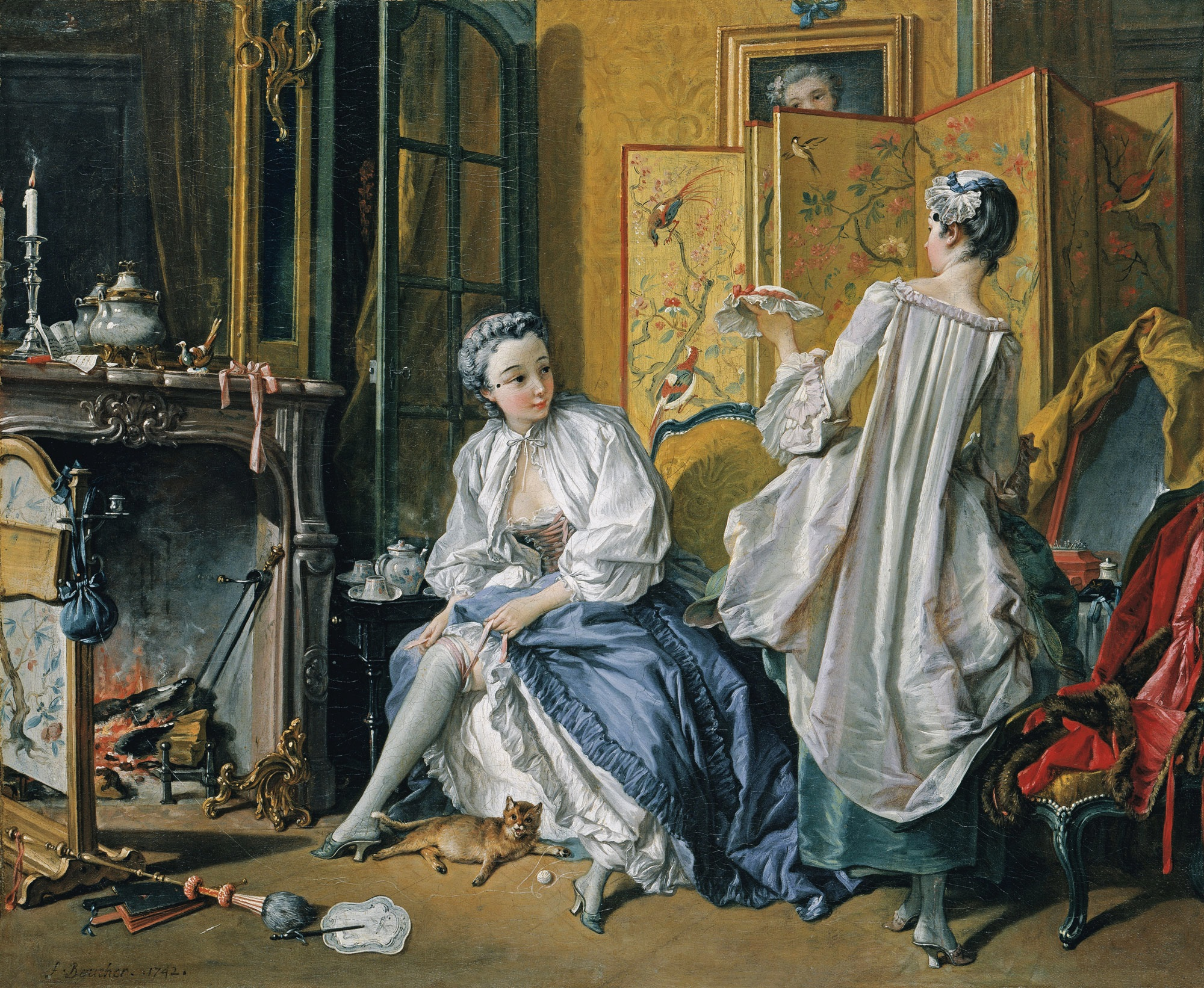
Дама в туфельках-мюлі, Франція XVIII століття
Портрет маркізи де Помпадур у туфельках-мюлі
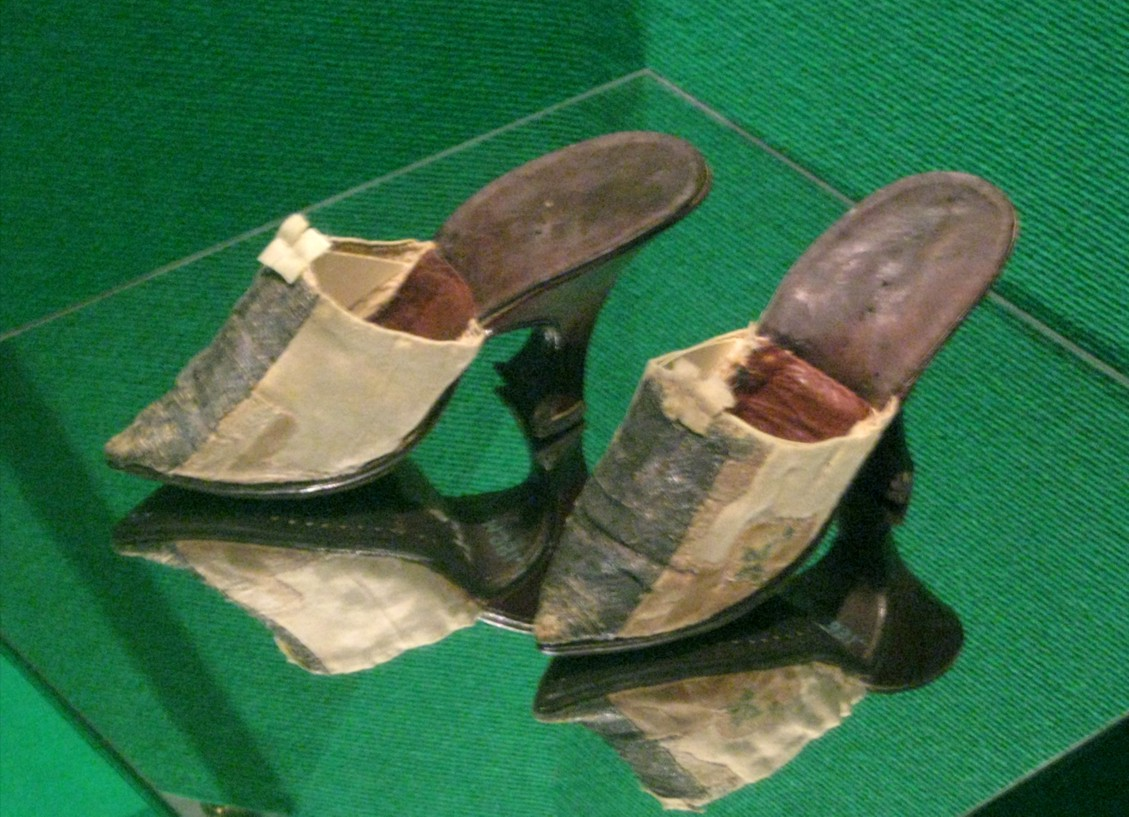
Туфельки-мюлі імператриці Катерини II

Пізніше мюлі вийшли з моди; своїм відродженням вони зобов'язані французькому модельєру Роже Вів'є (1913—1998), прозваному «взуттєвим Фаберже. Вів'є знову зробив популярними туфельки-мюлі без задника, що зорово зменшують розмір стопи.

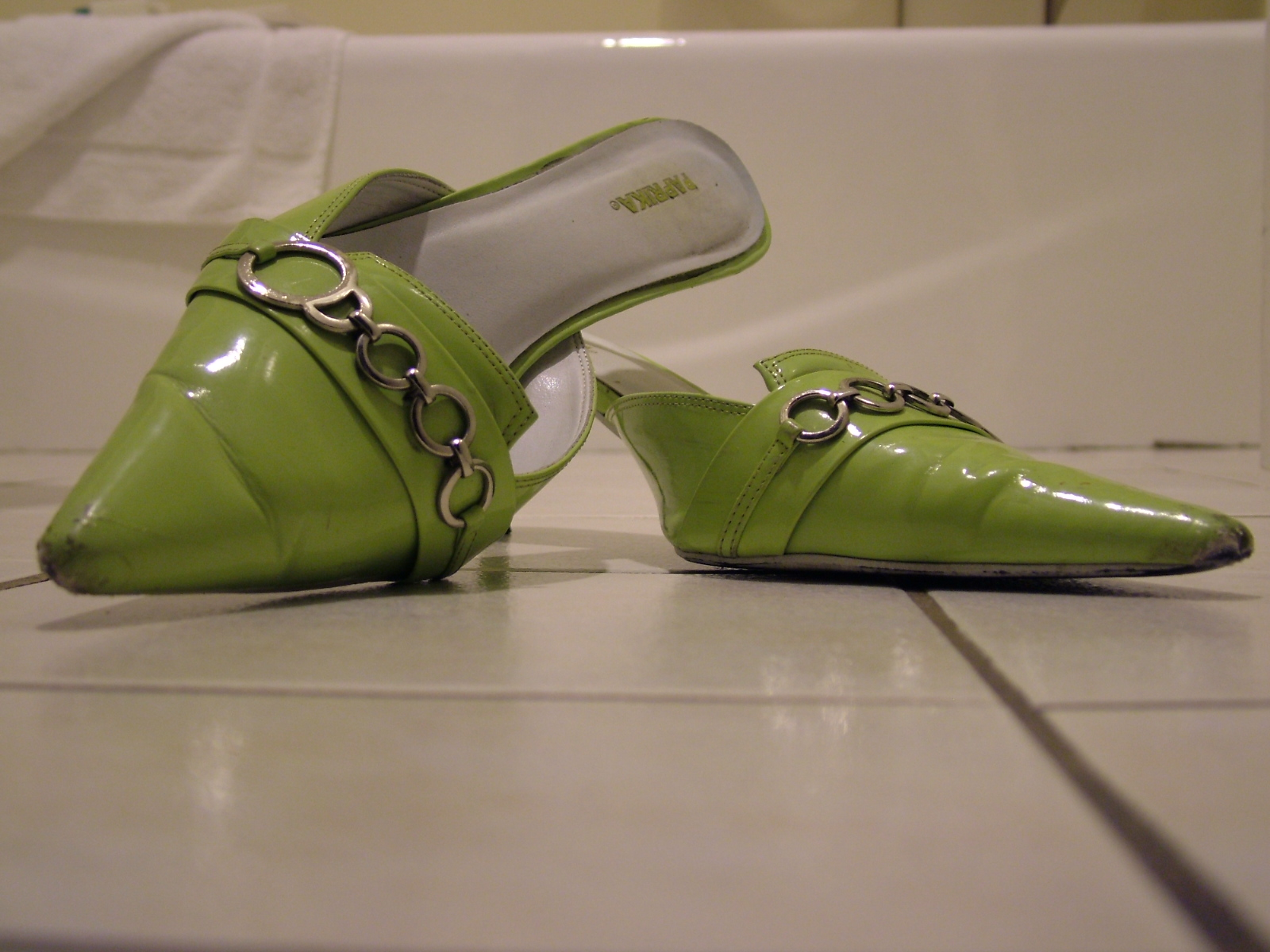
Сучасні туфельки-мюлі
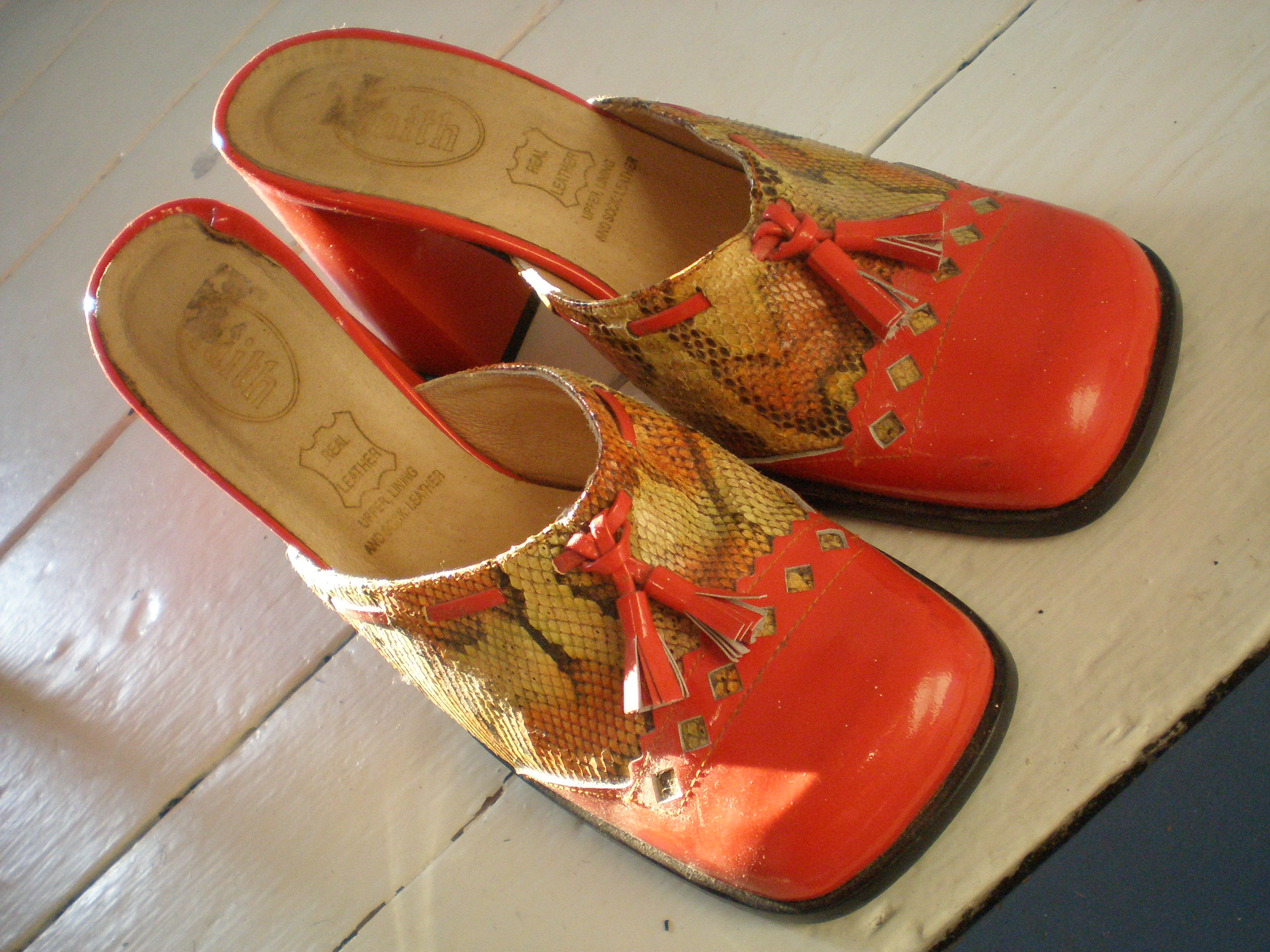
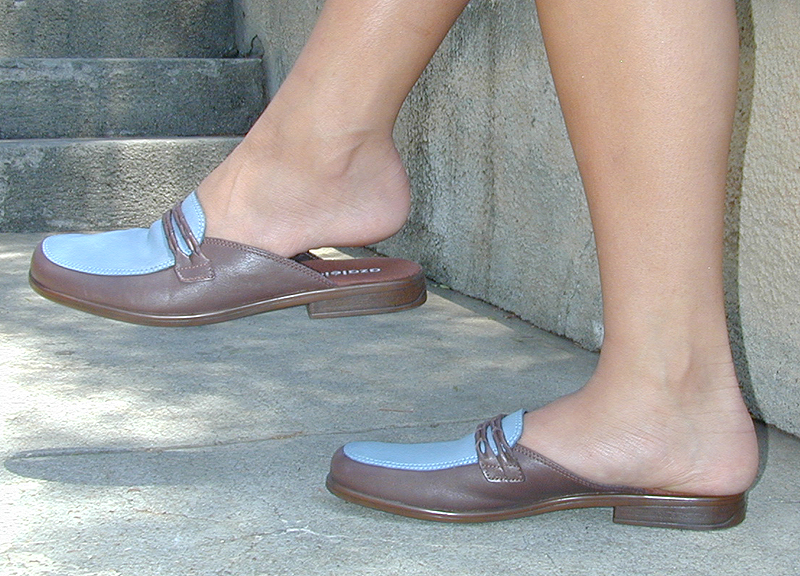
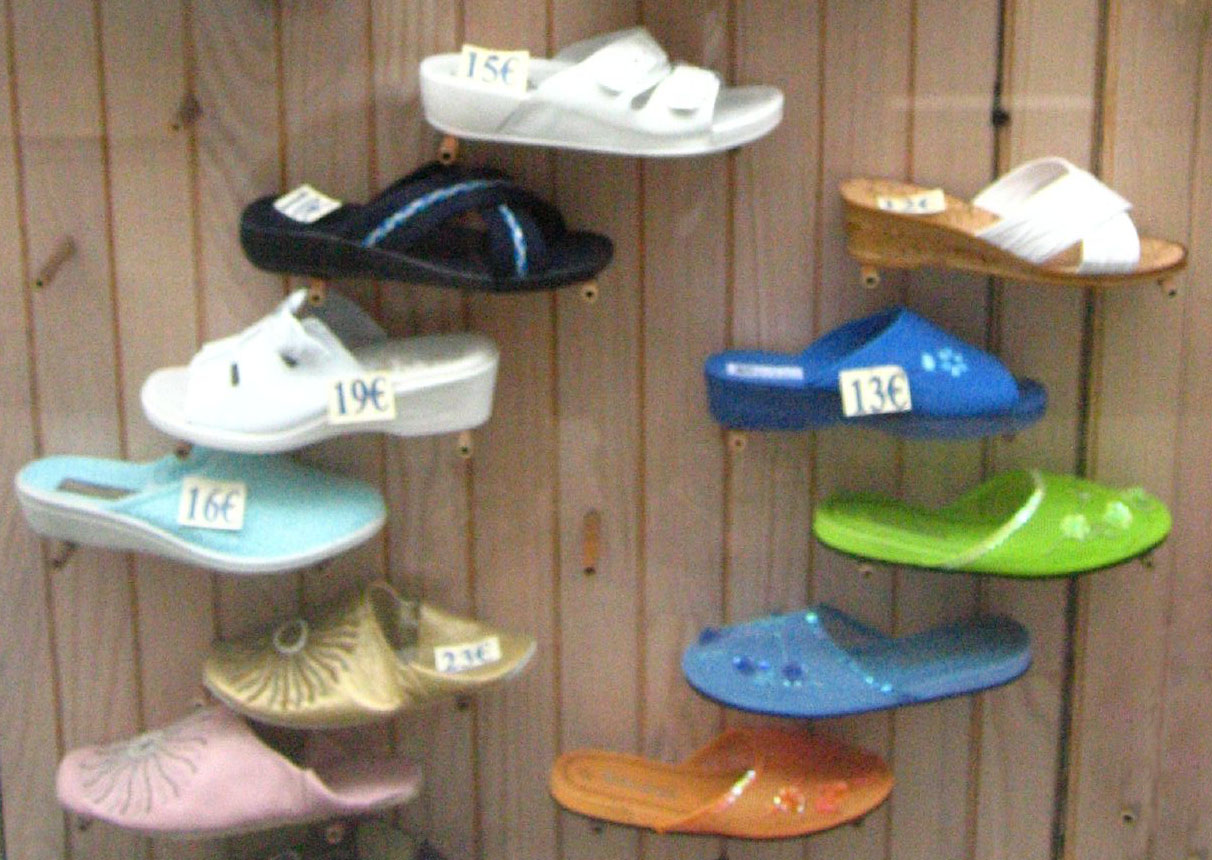

## У культурі
Бинтування ніг добре висвітлено у багатьох музичних і літературних творах та на телебаченні, як китайських, так і некитайських, як сучасних, так і традиційних.
- Згадується в романі «Квіти сливи в золотій вазі» (бл. 1610) (див. вище)[108].
- Російська поетеса Анна Буніна[ru] згадує про цей звичай у своїй байці 1810 року «Пекінське ристалище», в якій розповідається про китаянку, яка намагається пробігти дистанцію для хлопців та ледве закінчує її, але все одно отримує аплодисменти за зусилля. Буніна використала цей звичай як алегорію власних труднощів у досягненні визнання як поетеси[109].
- Згадується у книзі «Квіти в дзеркалі» (1827) лінгвіста Лі Жу-чженя (див. вище)[110].
- «Тридюймовий золотий лотос» (1994) Фен Цзіцая зображує сатиричну картину руху за скасування практики, яка розглядається як частина китайської культури[111].
- У фільмі «Корчма шостого щастя[en]» (1958) Інгрід Бергман грає британську місіонерку в Китаї Гледіс Ейлворд, котрій як іноземці місцевий мандарин доручає розбинтовувати ноги дівчатам, що є непопулярним наказом, який цивільні уряд не зміг виконати. Пізніше, завдяки цьому, діти змогли втекти від японських військ, пройшовши кілька кілометрів до безпечного місця.
- Рутанне Лам МакКанн написала біографічний роман «Тисяча шматків золота[en]» (1981, екранізований у 1991 році[en]) про Поллі Беміс[en], американську піонерку китайського походження. Там описано, як її ноги спочатку були забинтовані, а потім розбинтовані, коли їй потрібно було допомогти сім'ї працею на фермі.
- Оповідання Емілі Прагер[en] «Візит перев'язувача» з однойменної збірки оповідань (1982) описує останні кілька годин дитинства маленької китайської дівчинки перед приходом професійного бинтувача, який збирається «посвятити її у доросле жіноче життя краси та болю»[112].
- У сімейній автобіографії Юн Чжан «Дикі лебеді[en]» однією з головних героїнь є бабуся Юй-фан, у якої з дворічного віку забинтовані ноги.
- П'єса Лізи Лумер «Кімната очікування» (1994) присвячена темі модифікацій тіла. Одна з трьох головних героїнь — китаянка з XVIII століття — приходить до сучасної приймальні лікарні в пошуках медичної допомоги від ускладнень, спричинених її бинтованими ногами. Дівчина описує процес бинтування ніг, а також фізичну та психологічну травми, отримані від цього процесу[113].
- У романі Ленсі Наміоки «Узи, які зв'язують, узи, що розриваються» (1999) розповідається про китайську дівчину на ім’я Айлін, чия відмова бинтувати ноги, вплине на її майбутнє[114].
- Роман Лізи Сі[en] «Снігова квітка і таємне віяло[en]» (2005) розповідає про двох китайських дівчат, яким судилося бути друзями. Роман розказує про жертви, на які жінки йдуть, щоб вийти заміж, та розповідає про двох дівчат, які змушені бинтувати ноги. У 2011 році вийшла однойменна екранізація[en] роману від режисера Вейна Вана[en].
- У філіппінському фільмі жахів «Фен-шуй[en]» та його продовженні «Фен-шуй 2[en]» зображений привид жінки із забинтованими ногами, яка мешкає у дзеркалі із восьма знаками та проклинає тих, хто тримає цей предмет.
- У новелі Лізи Сі «Китайські ляльки[en]» (2014) описуються китайські сімейні традиції, зокрема й бинтування ніг.
- Дія роману Сіжаня Джея Чжао «Залізна вдова» (2021) розгортається у футуристичному світі з псевдо-китайською естетикою, де все ще практикується бинтування ніг. Головна героїня Ву Дзетянь у дитинстві пройшла через цю практику, і тому страждає від хронічного болю.
- Роман Едварда Резерфорда «Китай: епічний роман» розгортається в Китаї наприкінці існування імперії Цін, коли бинтування ніг ще було поширеною практикою серед ханьців на півночі. Доньці головної героїні Мей-Лін на ім'я Яскравий Місяць забинтували ноги, аби збільшити її шанси на вдале заміжжя, цей процес описаний у подробицях. Дівчинка незабаром обурюється цим, оскільки відчуває сильний біль та не може брати участь у багатьох заходах.
- У 9 серії аніме-серіалу «Монолог травниці» служницю знайшли мертвою у рові. Після розтину з'ясувалося, що в неї були забинтовані ноги.

### Документальні фільми
- «Footbinding: In Search of the Three Inch Golden Lotus» (2004) — документальний телефільм режисера Юе Цін'ян.
- «Golden Lotus: The Legacy of Bound Feet» (2006) — документальний відеофільм режисера Джоан Чен.